# Энтомофауна Крыма
Энтомофауна Крыма — совокупность видов насекомых, которые населяют территорию Крымского полуострова.

## Общая характеристика

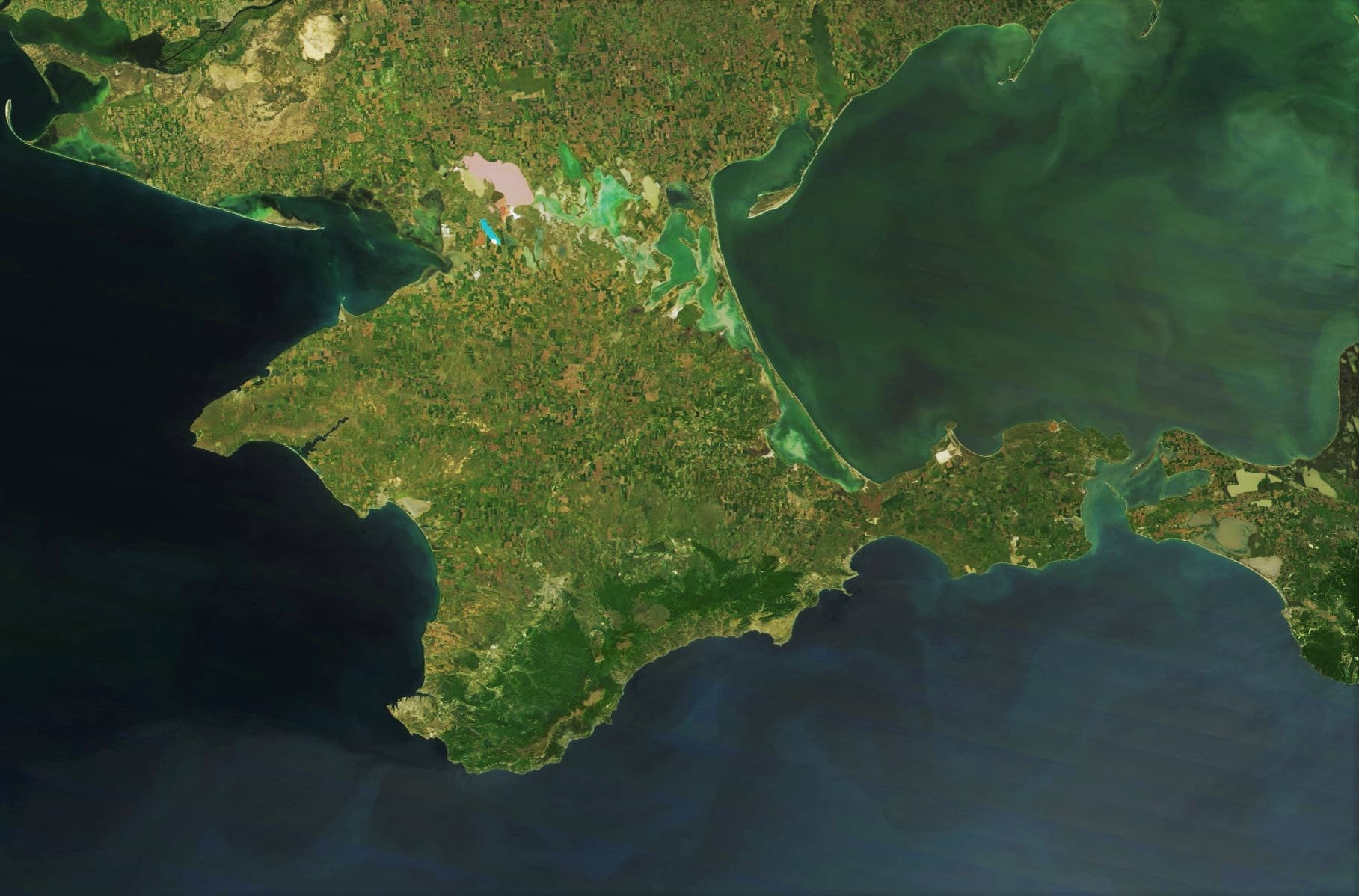
Спутниковый снимок Крыма

Энтомофауна Крымского полуострова включается в себя по различным оценкам от более чем 10 до 15 тысяч видов насекомых. Она характеризуется высоким уровнем изоляции от географически смежных энтомофаун материковой части Украины, Кавказа, а также Балкан. Как и вся фауна Крыма в целом, энтомофауна отличается высоким уровнем эндемизма, сочетанием горно-лесных (связи с Западным Кавказом) и равнинно-степных (связи с материковым Приазовьем) фаунистических комплексов. Также для энтомофауны Крымского полуострова характерным являются большое количество южных средиземноморских видов и отсутствие многих широко распространённых на других территориях видов.
В формировании крымской энтомофауны существует две противоположные тенденции. Первая — географическое положение Крымского полуострова, которое является причиной значительного разнообразия местной энтомофауны. Вторая — энтомокомплексы полуострова являются крайне нестабильными: на границе своего ареала вид находится в критических для своего существования условиях. Даже незначительные изменения природной среды обитания обычно приводят к смещению границ распространения многих видов и их исчезновению с территории полуострова, что в свою очередь вызывает изменения энтомокомплексов и экосистем Крыма в целом.
Высокое видовое разнообразие насекомых в отношении Крымского полуострова объясняется чрезвычайным разнообразием природных условий региона, древностью и сложностью его формирования. Зоогеографический состав энтомофауны Крымского полуострова определяется географическим положением полуострова, который располагается на стыке умеренной и субтропической широты, находясь практически на равном удалении от Северного полюса и экватора: широта 45 пересекает полуостров вблизи города Джанкой. Таким образом, Крымский полуостров располагается в центре Причерноморья. Соединяясь с Русской равниной, своей южной гористой окраиной он выдвигается далеко внутрь Азово-Черноморского бассейна. В связи с этим здесь сходятся границы ареалов многих средиземноморских, европейских, европейско-сибирских и среднеазиатских видов насекомых. Второй причиной разнообразия фауны насекомых полуострова является то обстоятельство, что Крым имеет очень широкий спектр ландшафтных зон — от полупустынь и настоящих степей в степной части полуострова до широколиственных и субсредиземноморских лесов в его горной части. Географическое расположение полуострова, развитие рельефа, климата, почвенного и растительного покрова, а также сложное геологическое строение послужили основой для образования большой мозаичности биотопов и сложного фаунистического видового состава.
Наиболее богатый видовой состав насекомых в Крыму отмечен на Южном берегу, особенно в его восточной части. На данной территории по некоторым оценка встречается почти 75 % видов насекомых Крыма и большинство типично средиземноморских видов. Многие и них обитают в предгорной лесостепи, в горных лесах и на яйлах. В этих зонах также распространено и большинство эндемичных для Крымского полуострова видов.

## Видовой состав

### Жесткокрылые
Жесткокрылые, или жуки насчитывают в Крыму около 3000 видов и представлены следующими группами: жужелицы (Carabidae) — около 500 видов, усачи (Cerambycidae) — 150 видов, листоеды (Chrysomelidae) — 350 видов, пластинчатоусые (Scarabaeidae) — 145 видов, златки (Buprestidae) — 96 видов, короеды (Scolytinae) — 81 вид, карапузики (Histeridae) — 62 вида, божьи коровки (Coccinellidae) — 40 видов, мягкотелки (Cantharidae) — 29 видов, щелкуны (Elateridae) — 56 видов, точильщики (Anobiidae) — 47 видов, водолюбы (Hydrophilidae) — 57 видов, пестряки (Cleridae) — 17 видов, зерновки (Bruchidae) — 34 вида, горбатки (Mordellidae) — 30 видов, чернотелки (Tenebrionidae) — 83 вида, стафилиниды (Staphylinidae) — 614 видов и другие (крупнейшее семейство Curculionidae нуждается в ревизии). 
Среди видов-эндемиков следует отметить: жужелица крымская, жужелица Дублянского, чекиниола уплощённая, листоед Плигинского, скрытоглав двуцветный, корнеед Мокржецкого, брахицерус грязный, а также пещерные виды псевдафенопс таврический, псевдафенопс Якобсона.

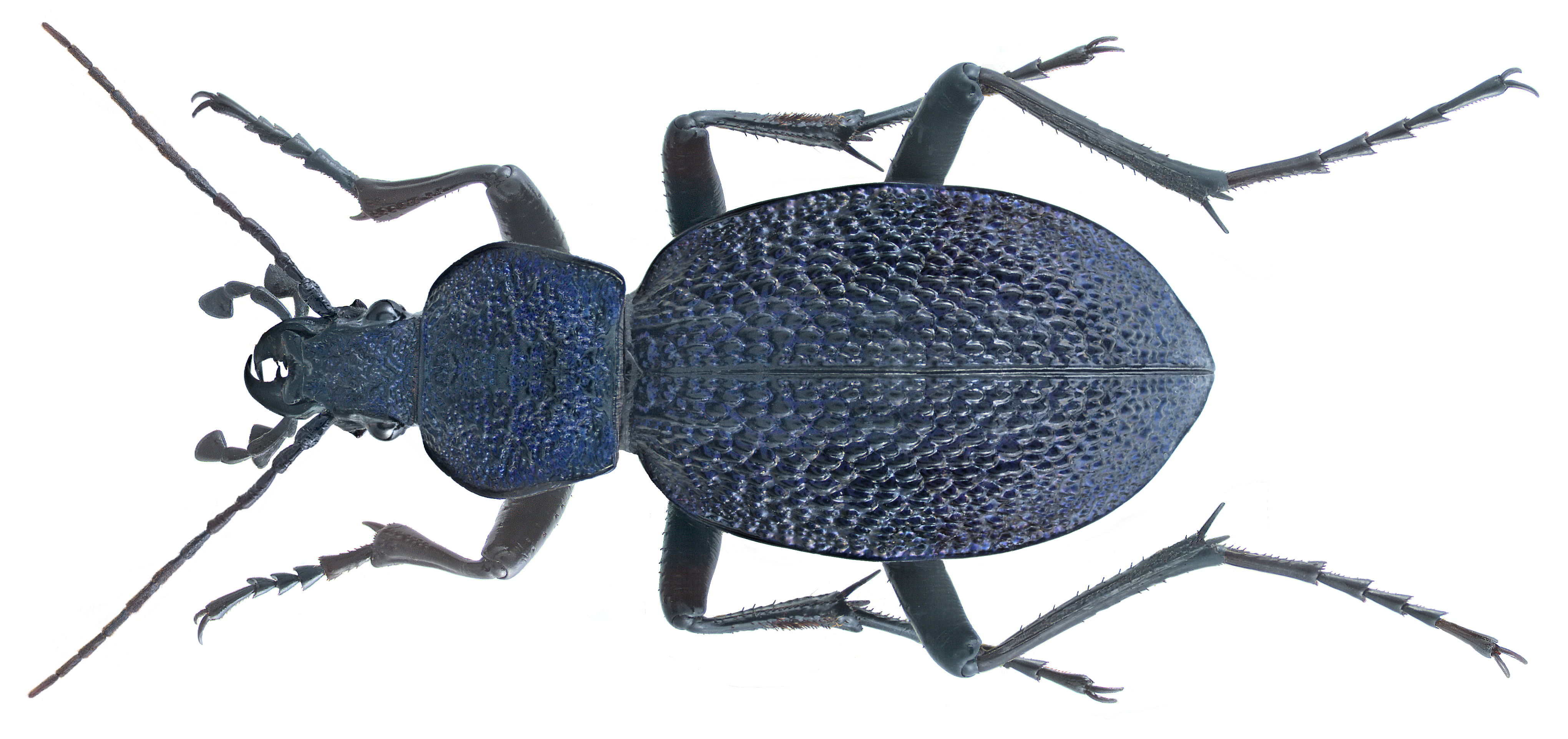
Жужелица крымская
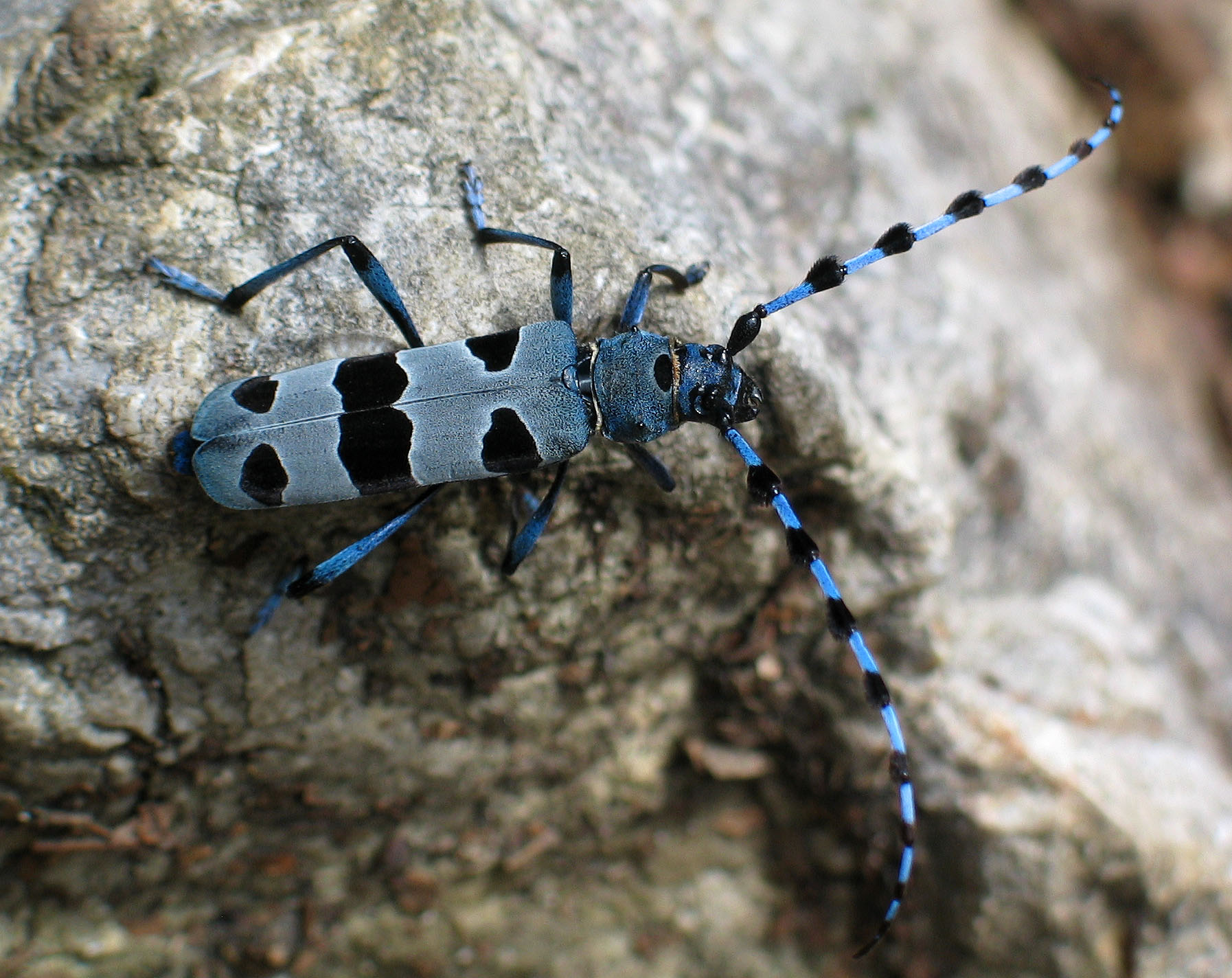
Альпийский усач
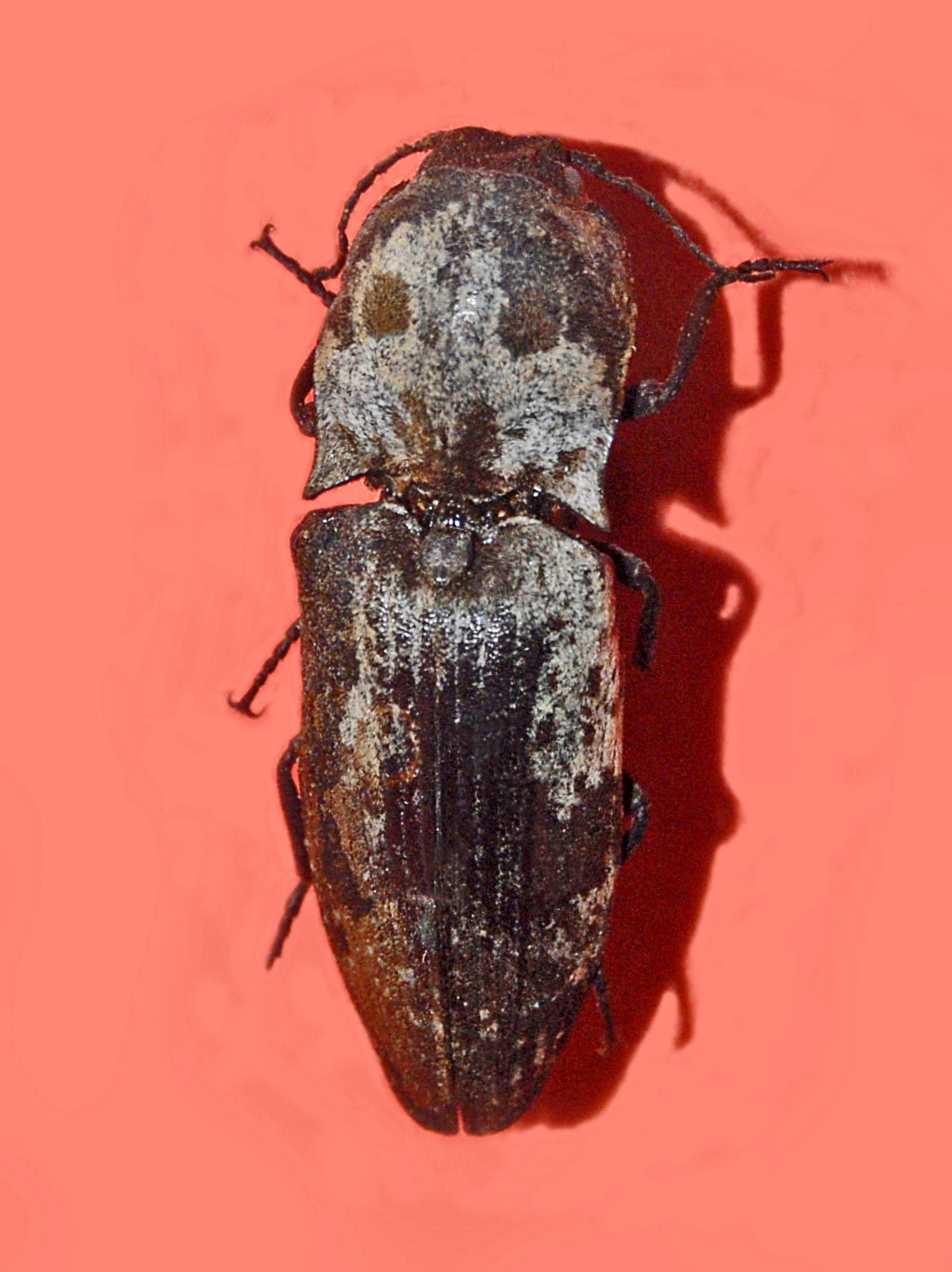
Щелкун Паррейса
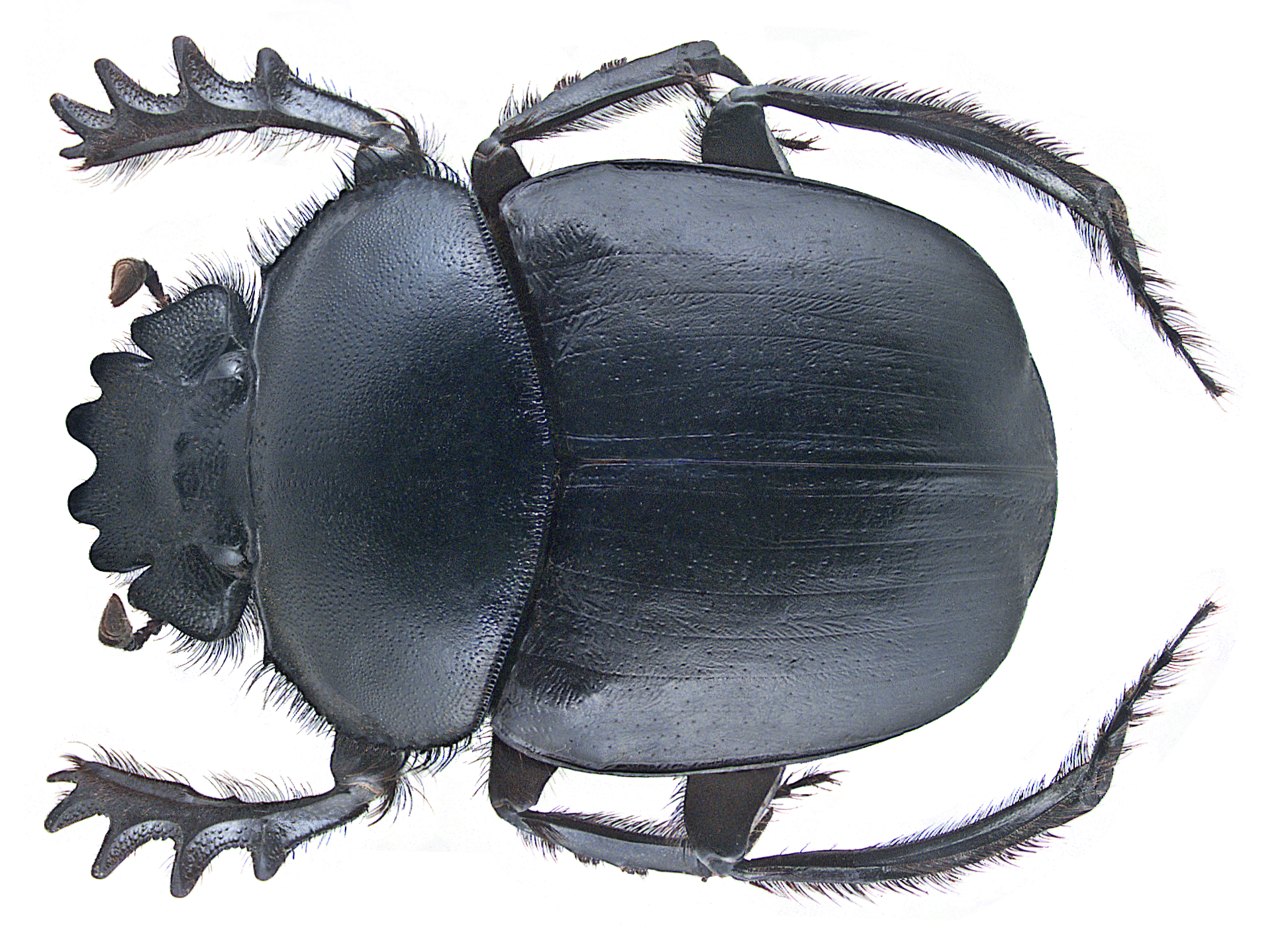
Священный скарабей
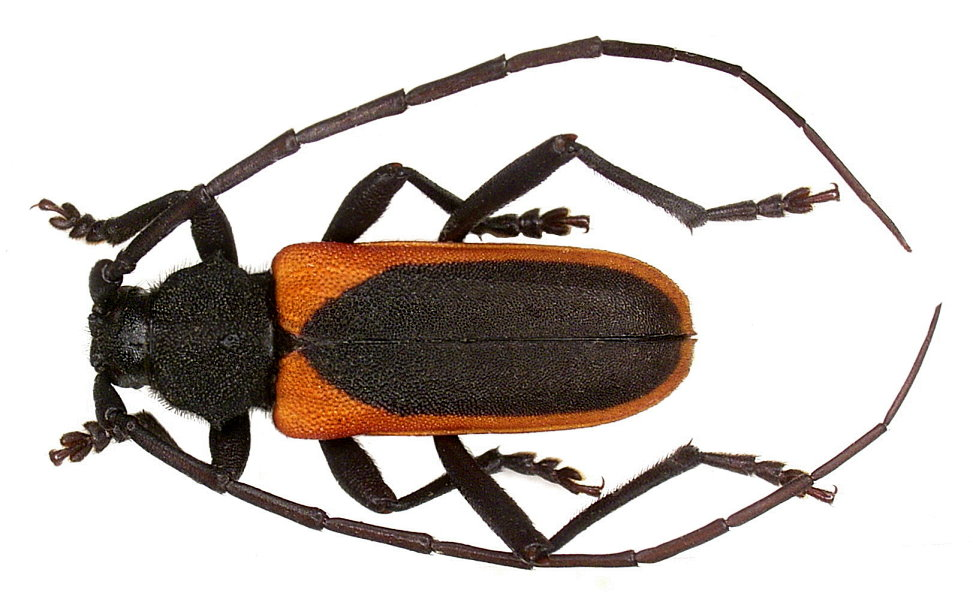
Краснокрыл Келера

### Чешуекрылые
По предварительным подсчётам на территории Крыма обитает более 2200 видов бабочек.
Из них около 700 видов составляют совки и пяденицы, 35 видов — медведицы, 10 видов — волнянки, 12-13 видов — хохлатки, 22 вида — бражники, 2 вида — павлиноглазки, 6 видов — коконопряды, 10-11 видов — древоточцы, 30-33 вида — стеклянницы, 1 вид — тонкопряды, 64 вида молей-малюток.
В Крыму обитает не менее 116 видов булавоусых дневных бабочек и 25 видов пестрянок (Zygaenidae).
Среди видов-эндемиков следует отметить такие, как бархатница черноморская, мешочница Плигинского, катаптерикс крымский.

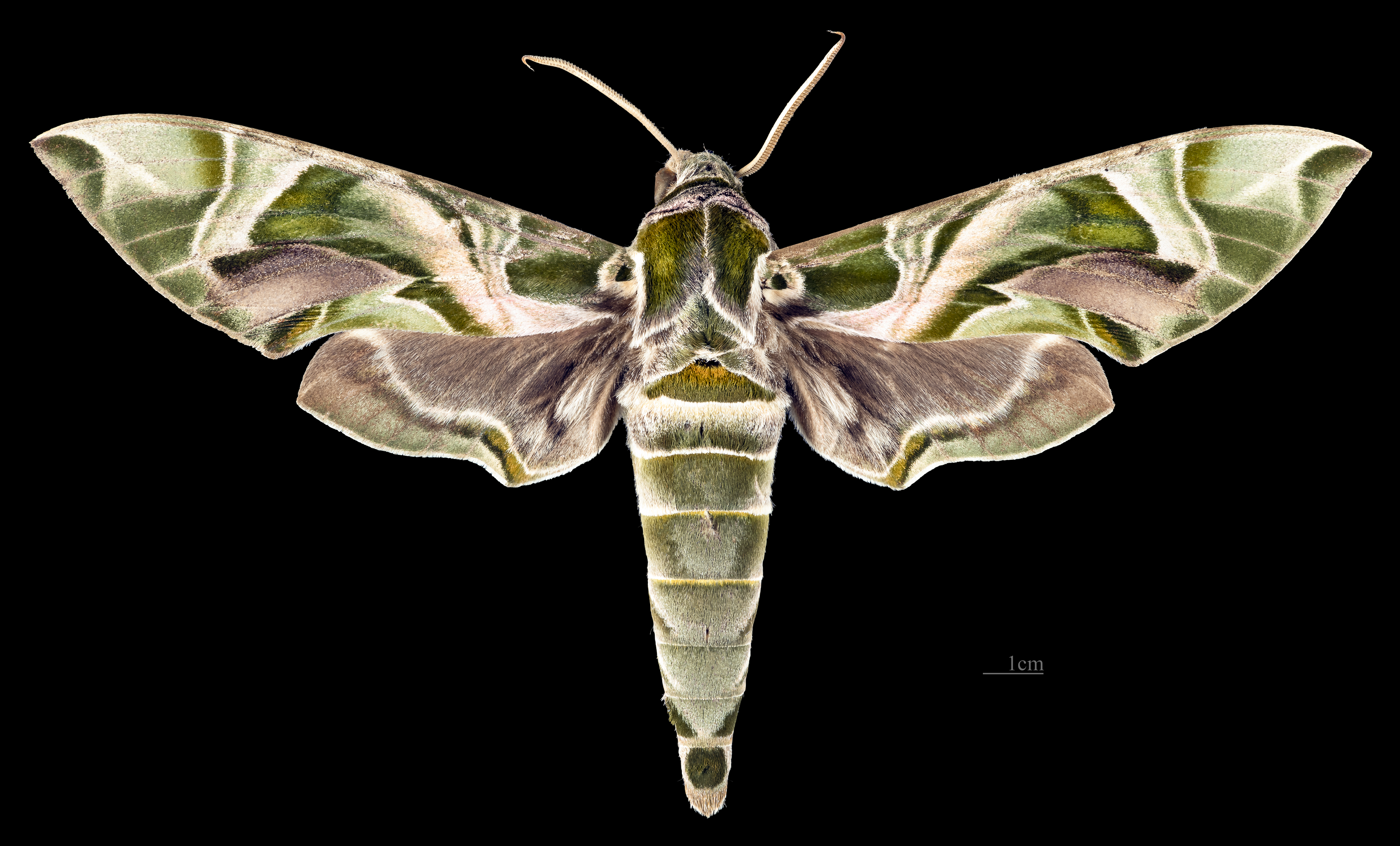
Бражник олеандровый
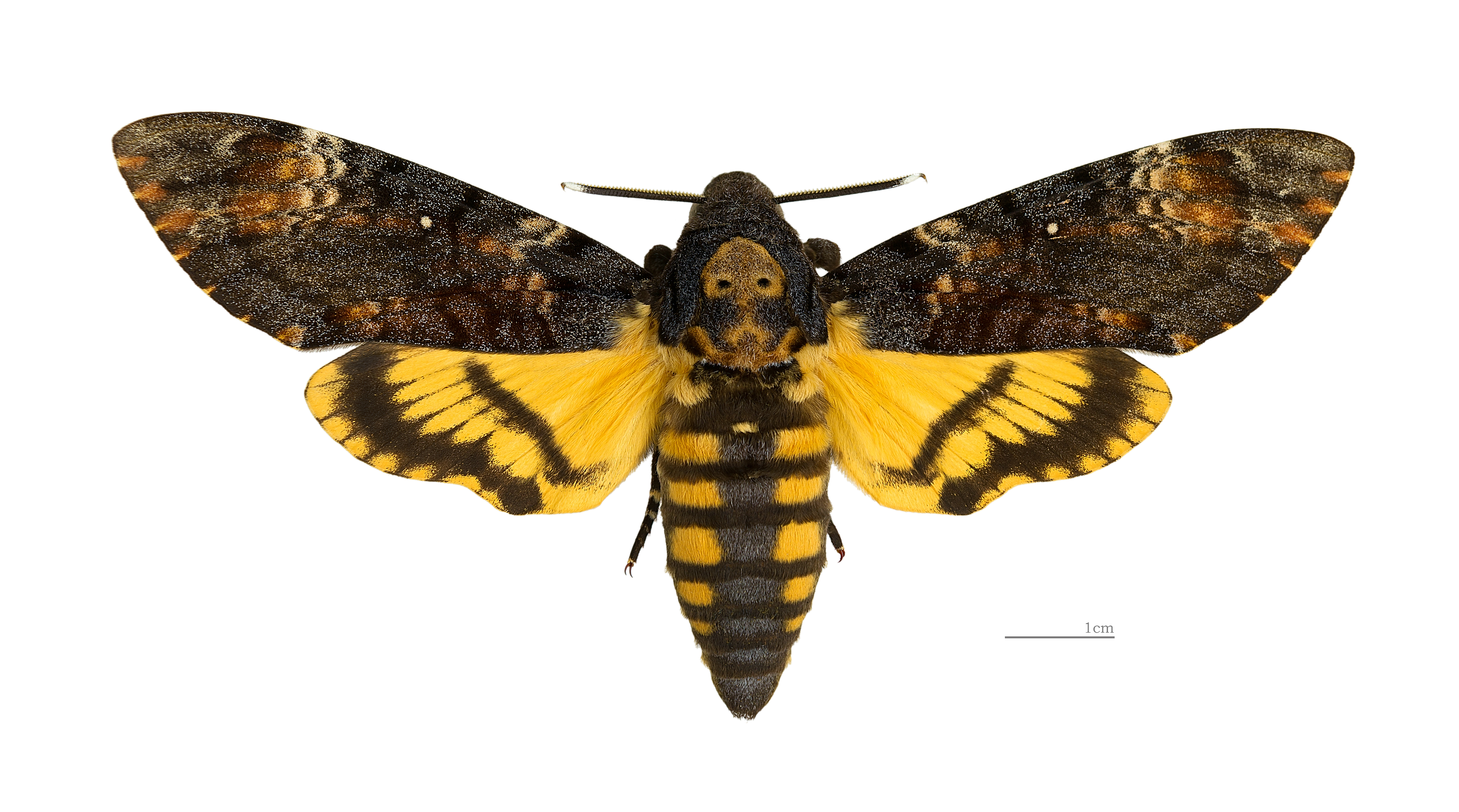
Бражник мёртвая голова
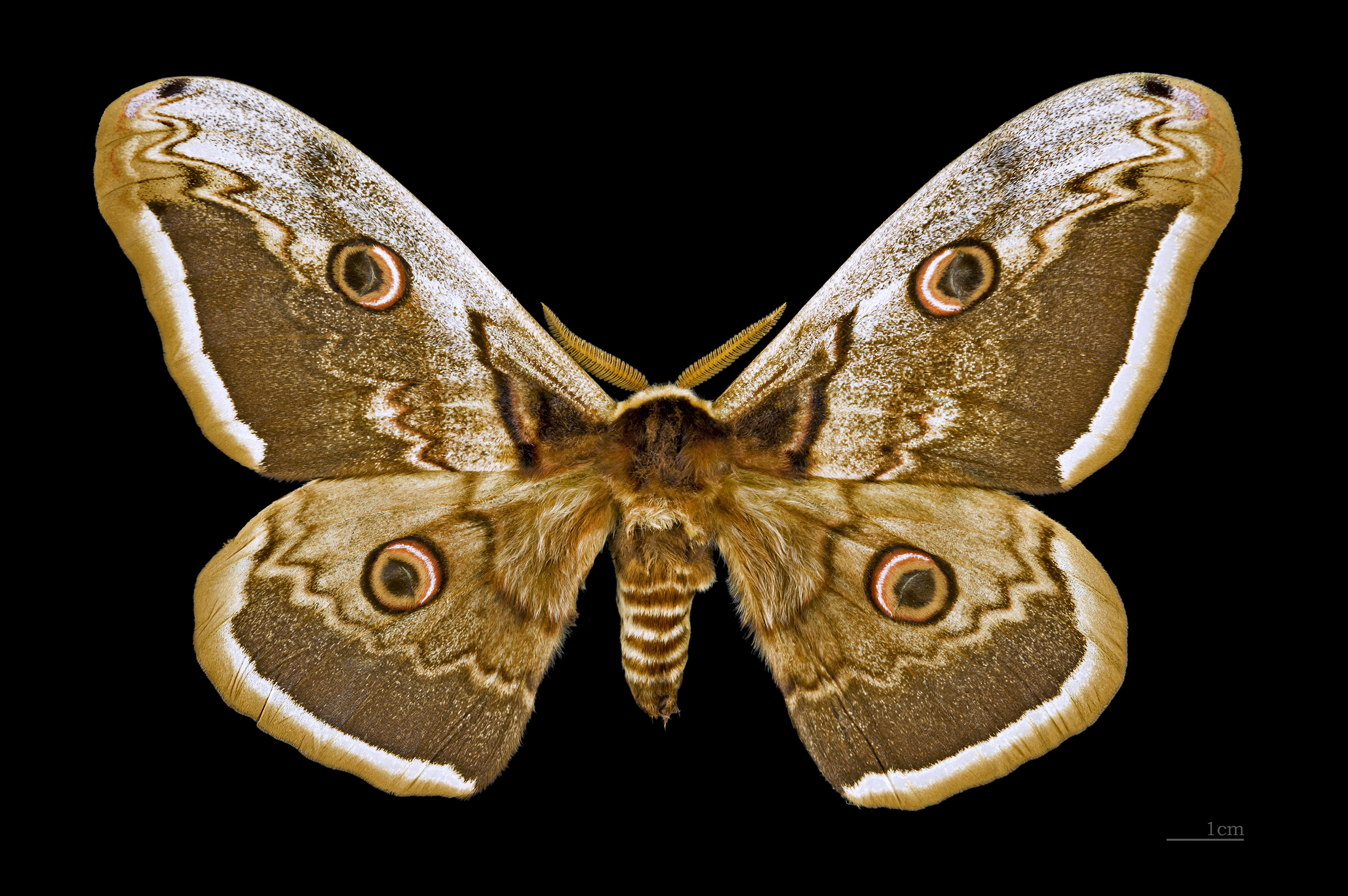
Павлиноглазка грушевая
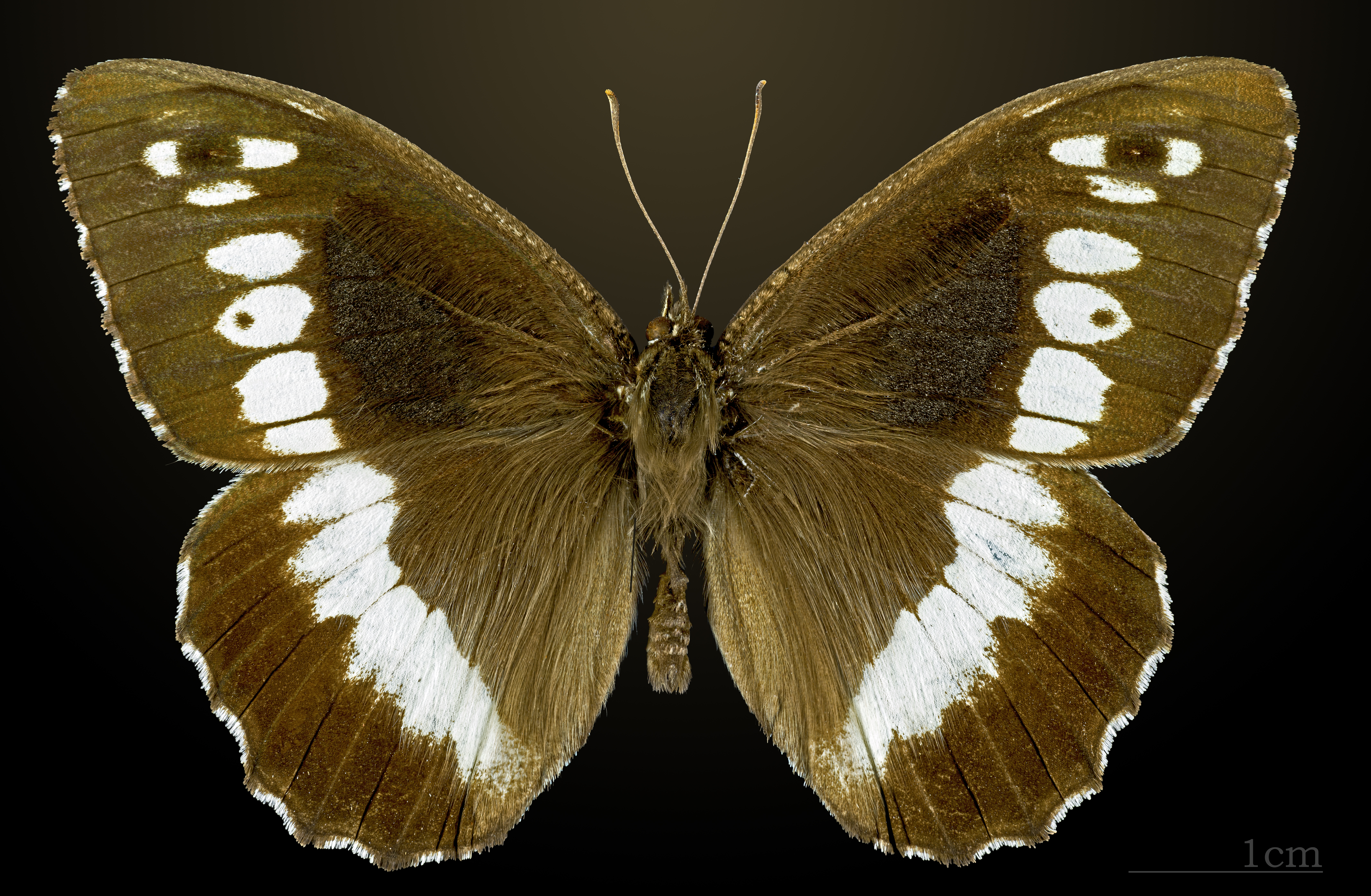
Бархатница цирцея
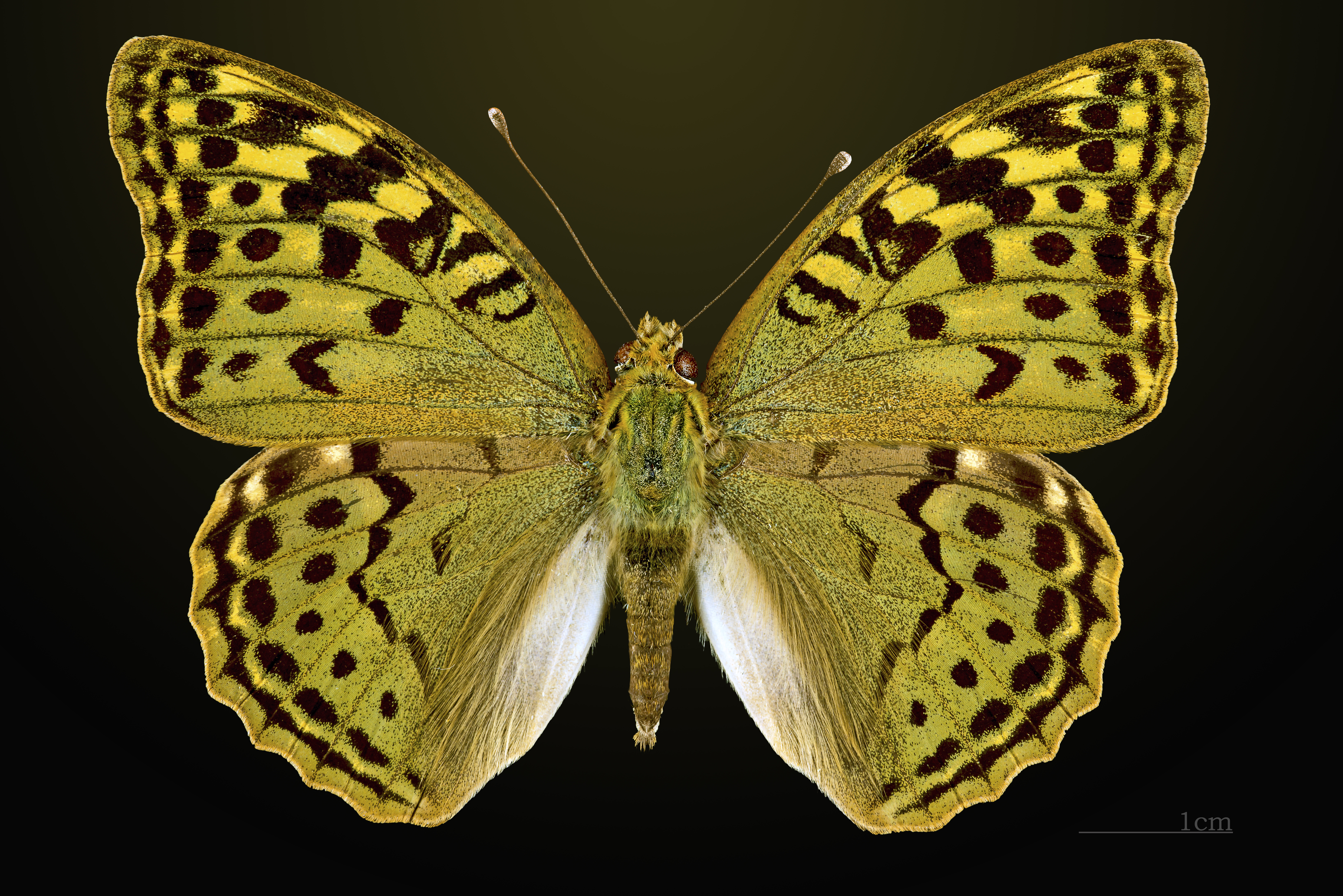
Перламутровка пандора
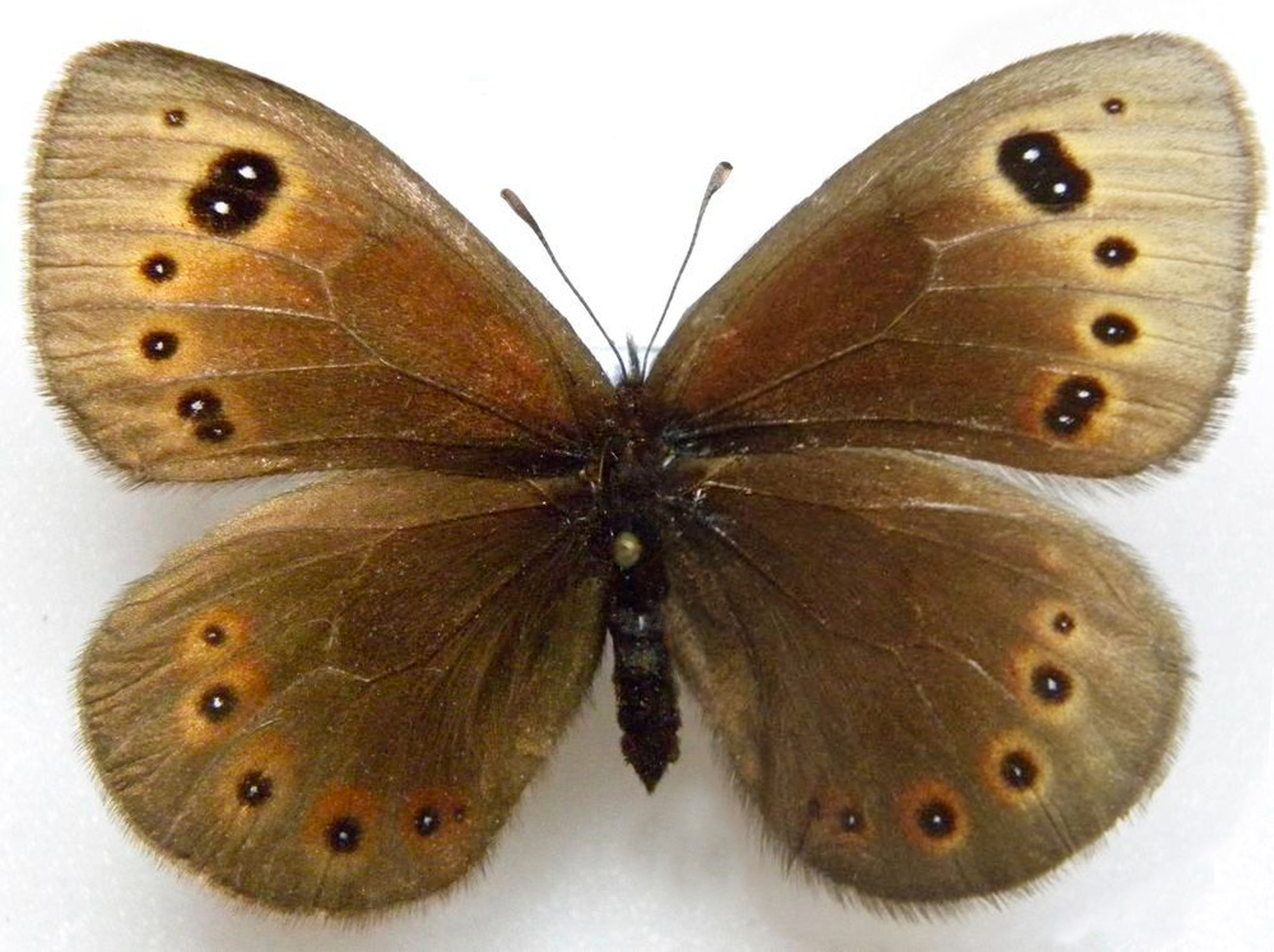
Чернушка степная
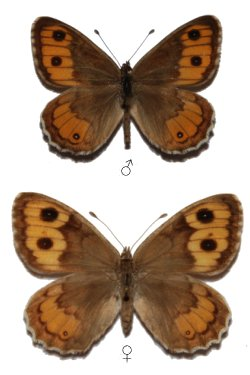
Бархатница черноморская

### Прямокрылые
Отряд прямокрылых на территории полуострова представлен 2 подотрядами, 5 надсемействами, 10 семействами, 58 родами с 105 видами (по другим данным с 110 видами). Основу фауны прямокрылых Крыма составляют виды с широкими ареалами: палеарктические (15,2 %) транспалеарктические (19 %), большая доля средиземноморских (15,2 %) и эндемичных (13,3 %) видов.
Прямокрылые на территории Крыма являются более характерными для степных экосистем, однако наибольшие количество их видов обитает в горной части полуострова — 100 видов, и только 62 вида обитает в степной части.
Среди прямокрылых Крыма большое число эндемичных видов: изофия крымская, пилохвост Болдырева, пилохвост Бей-Биенко, пилохвост Кузнецова, пилохвост крымский, пилохвост Плигинского, лесолюбка Ретовского, кобылка степная крымская (Asiotmethis tauricus), эндемичный подвид Chorthippus brunneus miramae и подвид кобылки крестоцветной — Pararcyptera microptera jailensis.

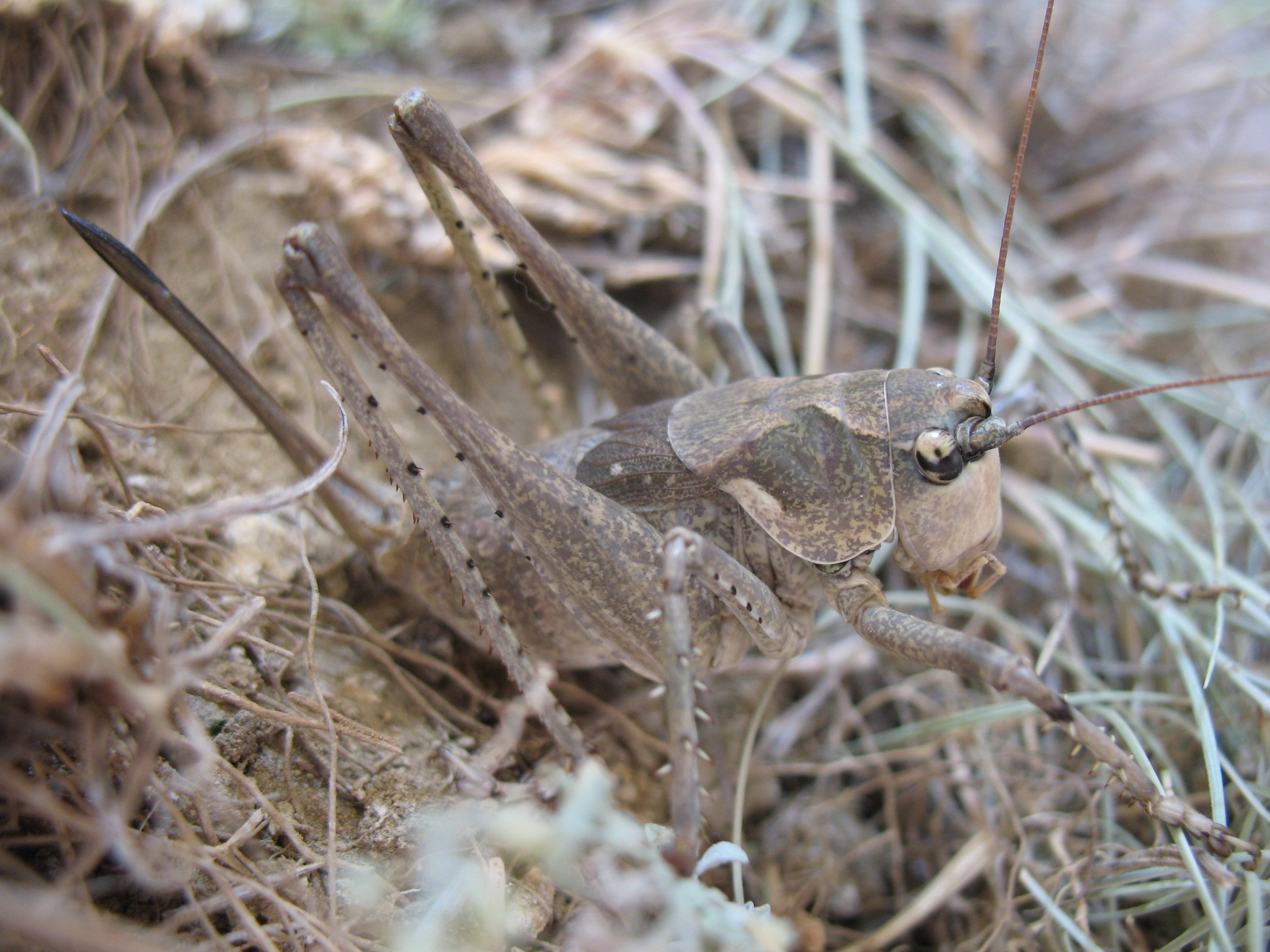
Лесолюбка Ретовского
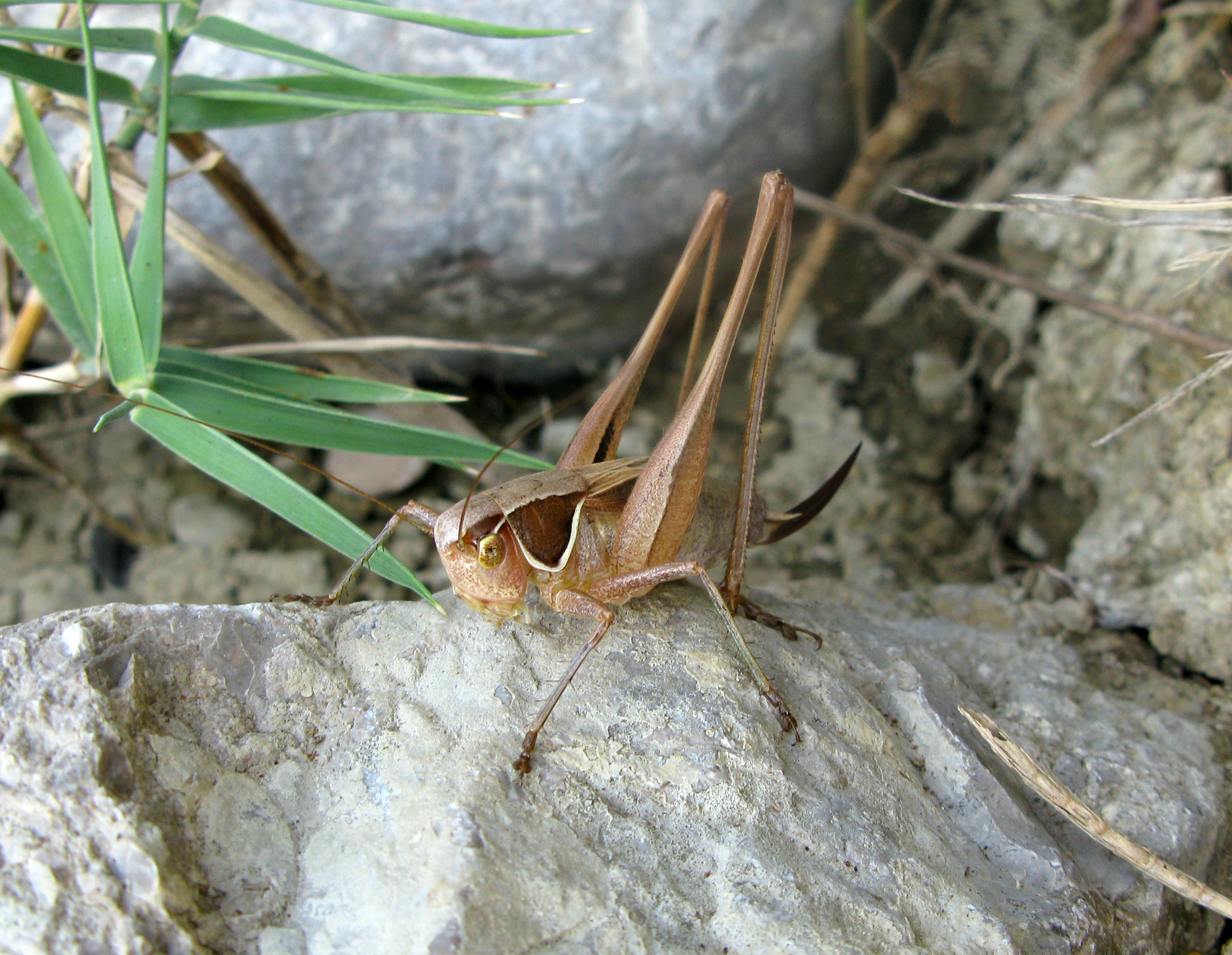
Sepiana sepium
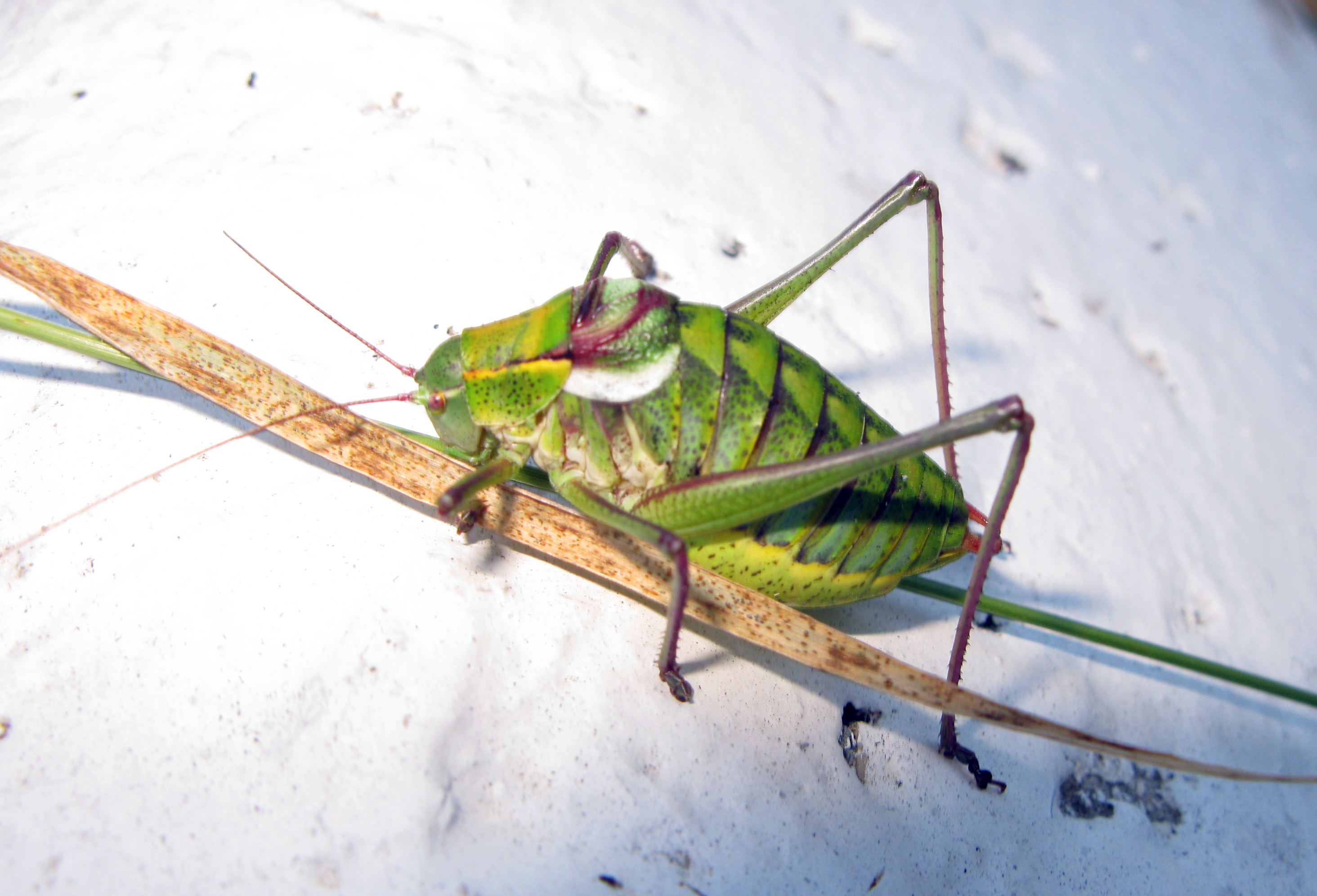
Изофия крымская
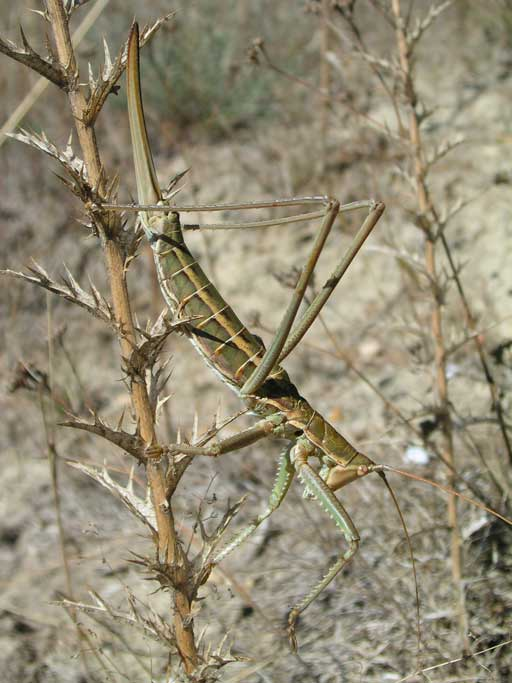
Дыбка степная

### Перепончатокрылые
Перепончатокрылые в фауне полуострова представлены, в том числе, такими группами: 86 видов муравьёв (более 70 в южном Крыму; 3 эндемика — Chalepoxenus tauricus, Strongylognathus arnoldii, Plagiolepis karawajewi), более 50 видов ос-блестянок, более 100 видов пчёл, 24 вида шмелей, 157 видов и 60 родов роющих и песочных ос (Ampulicidae, Sphecidae, Crabronidae), 9 видов ос-сколий, свыше 90 видов складчатокрылых ос (в том числе 1 вид Masarinae, 76 видов Eumeninae, 3 вида Polistinae и 7 видов Vespinae), а также наездники, пилильщики и другие.
Фауна муравьёв Крымского полуострова характеризуется преобладанием транспалеарктических, крымско-кавказских и средиземноморских форм. Особенностями распределения муравьёв в горных районах Крыма является наличие бореальных видов во всех вариантах влажных дубрав, а также отсутствие крымско-кавказских и средиземноморских форм в древостоях свежего ряда. В степном районе преимущественно преобладают транспалеарктические, а на Южном берегу Крыма — крымско-кавказские и средиземноморские виды, при полном отсутствии в этих районах бореальных форм.
Среди видов эндемиков данного отряда стоит отметить Melitta budashkini, Celonites abbreviatus tauricus.

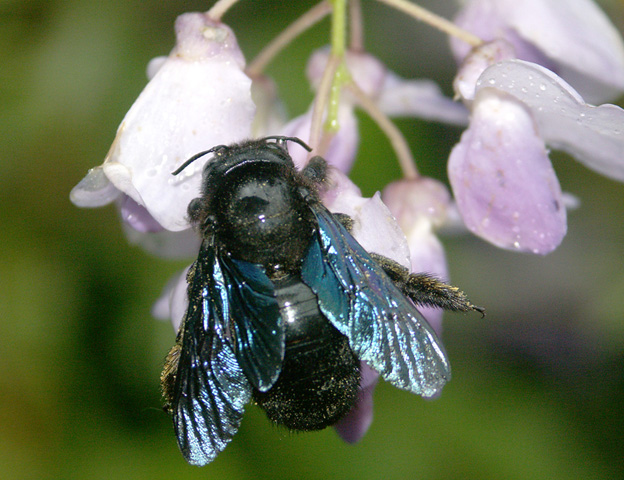
Пчела-плотник обыкновенная
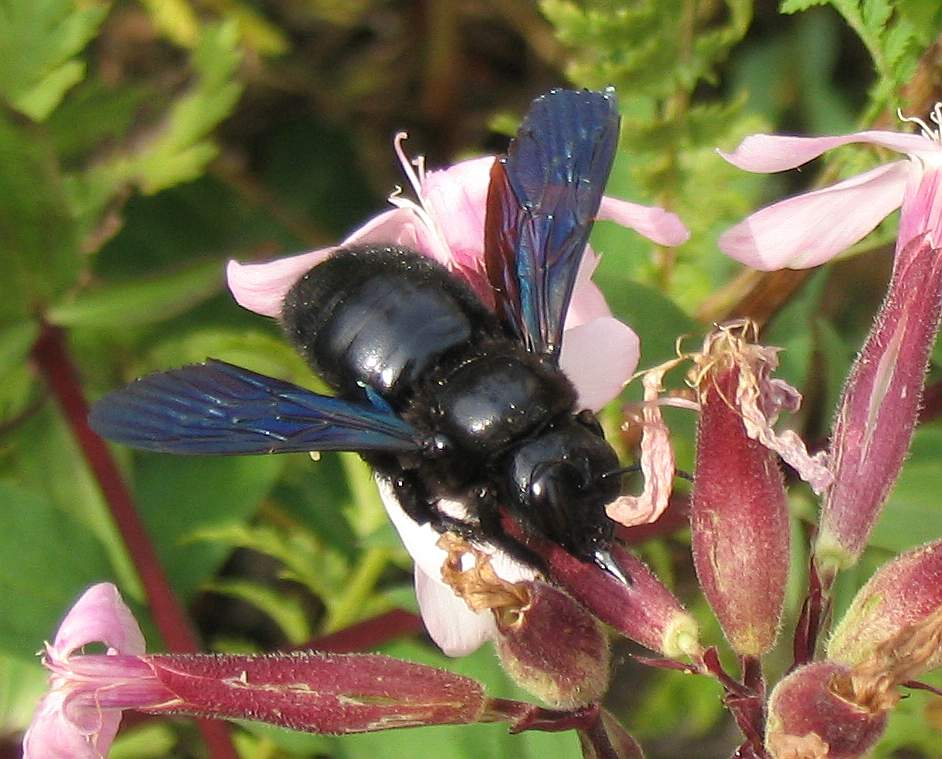
Пчела-плотник фиолетовая
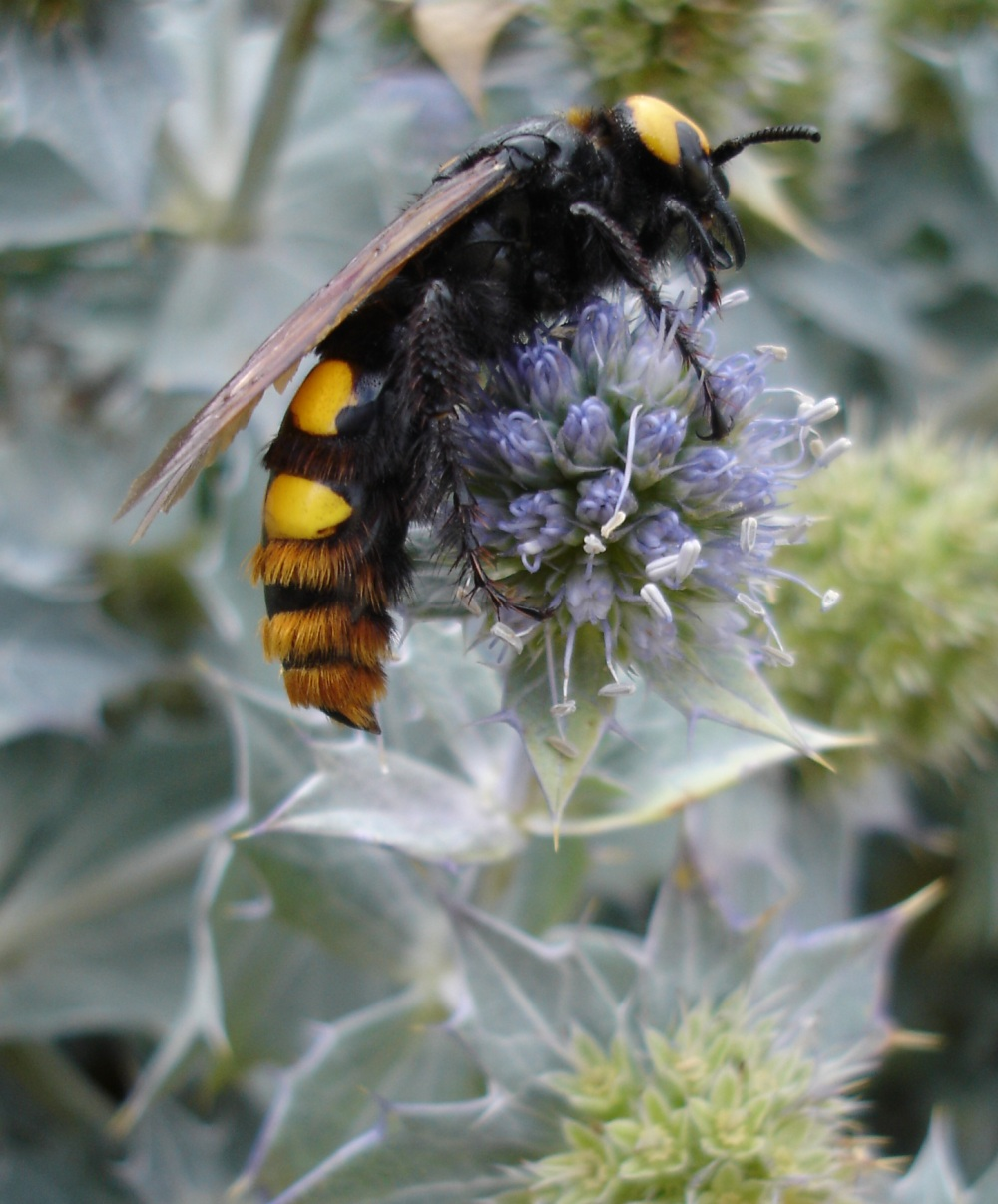
Сколия-гигант
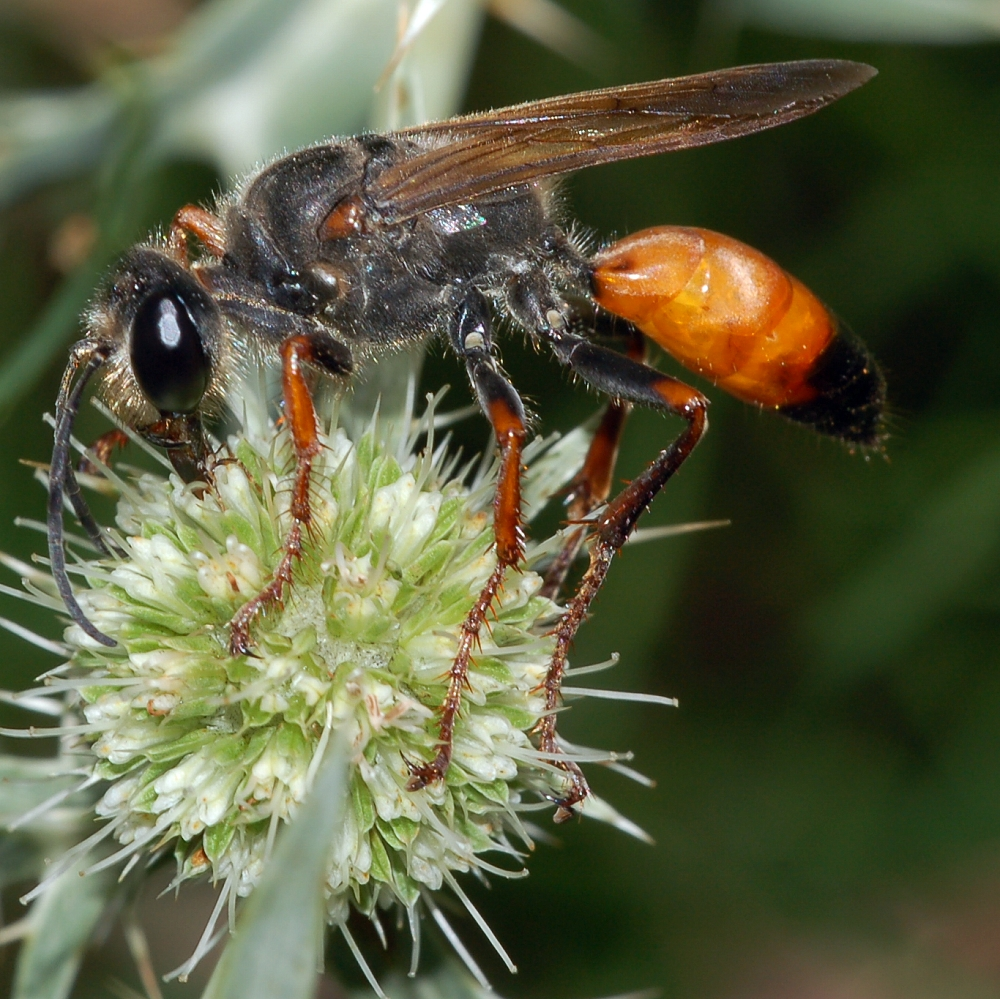
Сфекс желтоватый
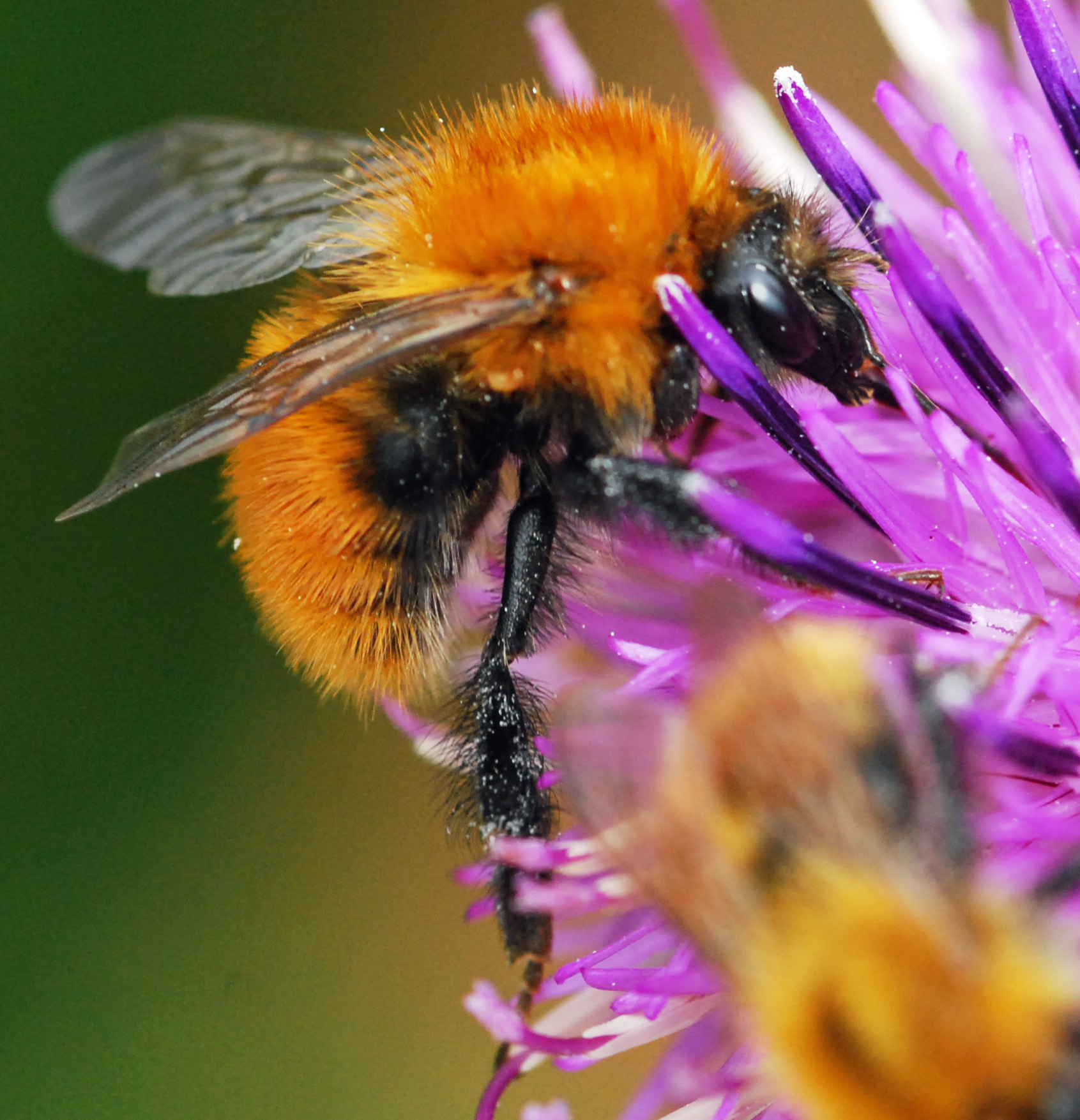
Шмель моховой
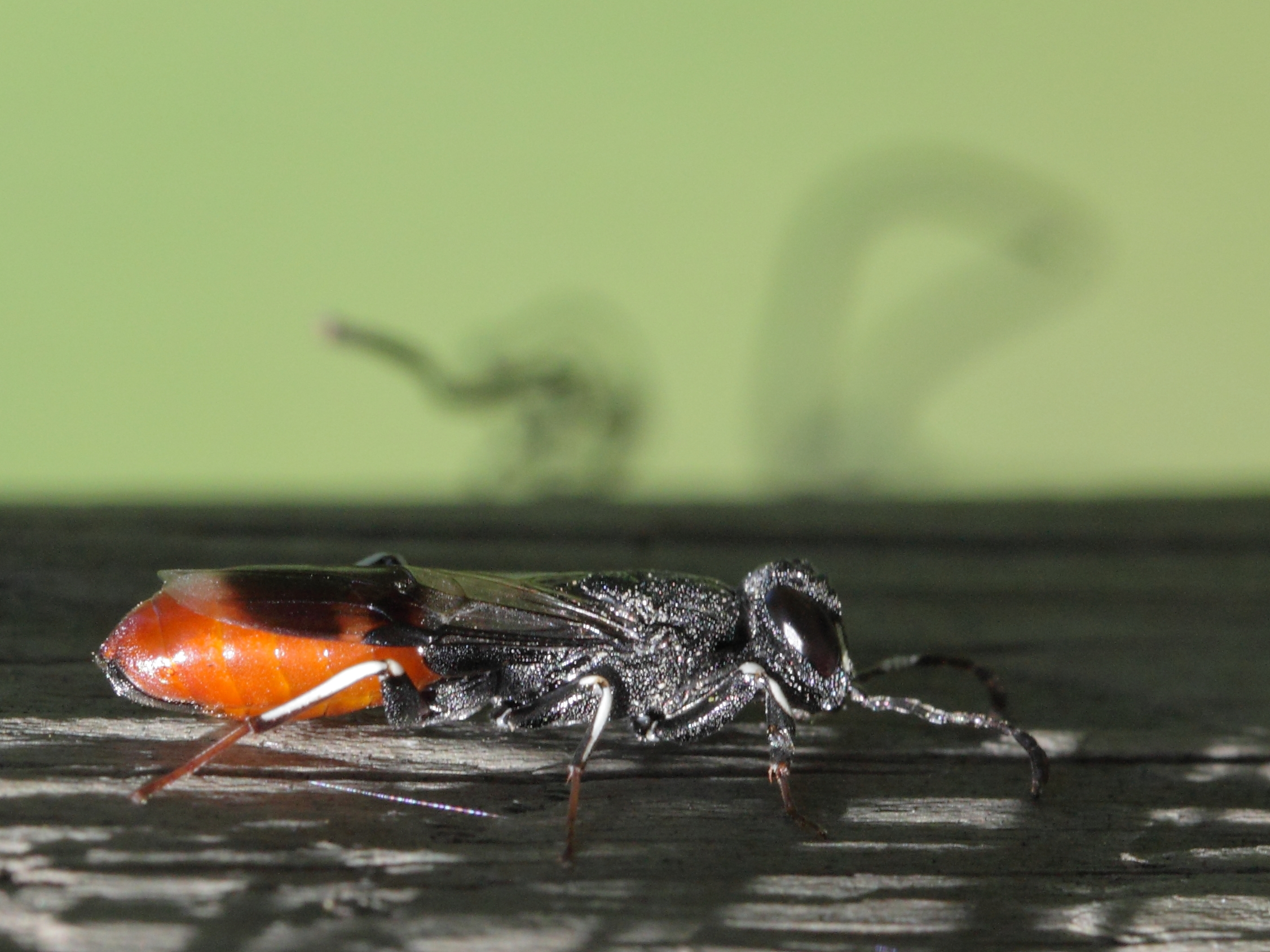
Оруссус паразитический

### Стрекозы
Фауна стрекоз Крыма довольная бедная и насчитывает 60 видов.
Среди эндемиков следует отметить крымский подвид блестящей красотки — Calopteryx splendens taurica Selys, 1853.

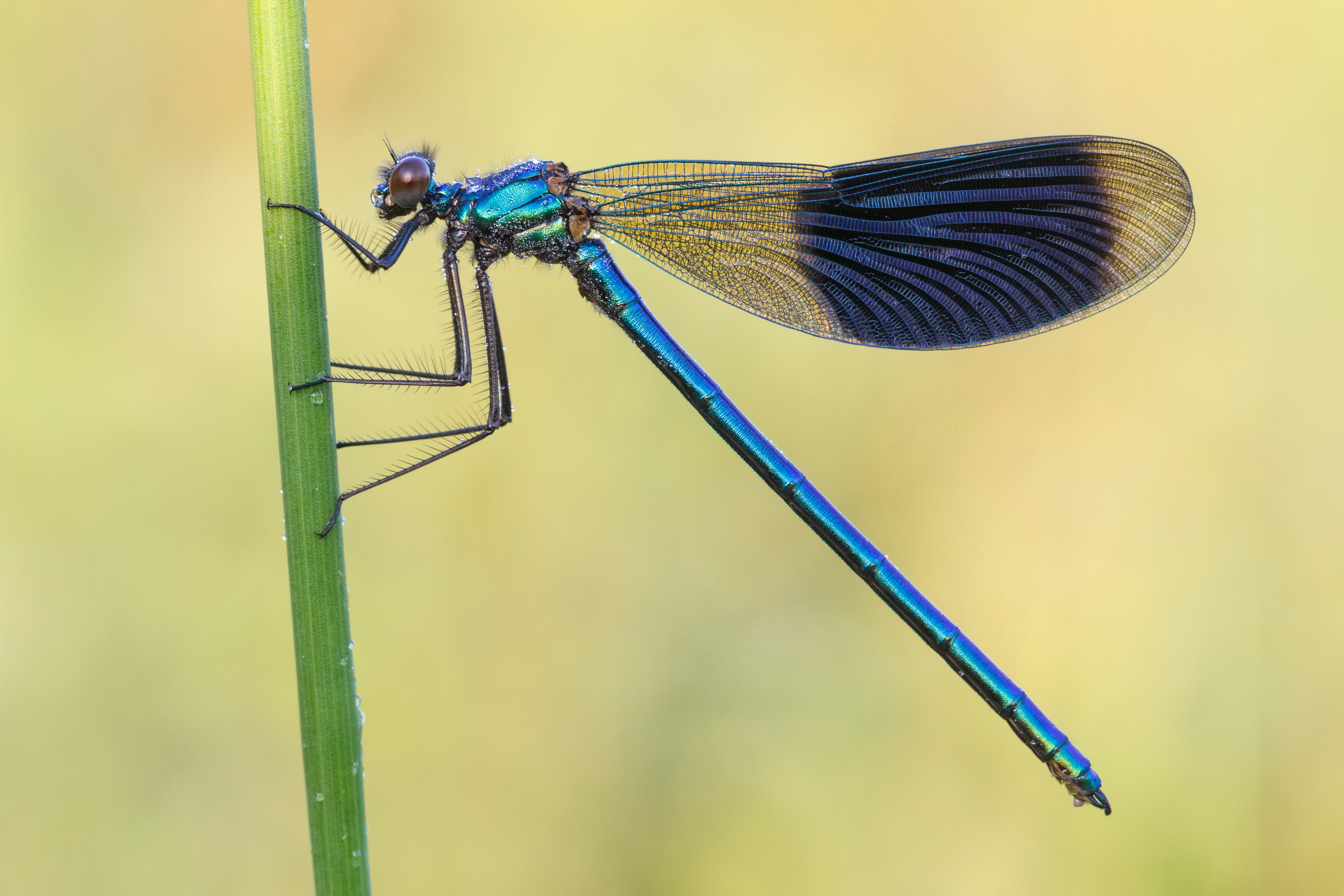
Блестящая красотка (самец)
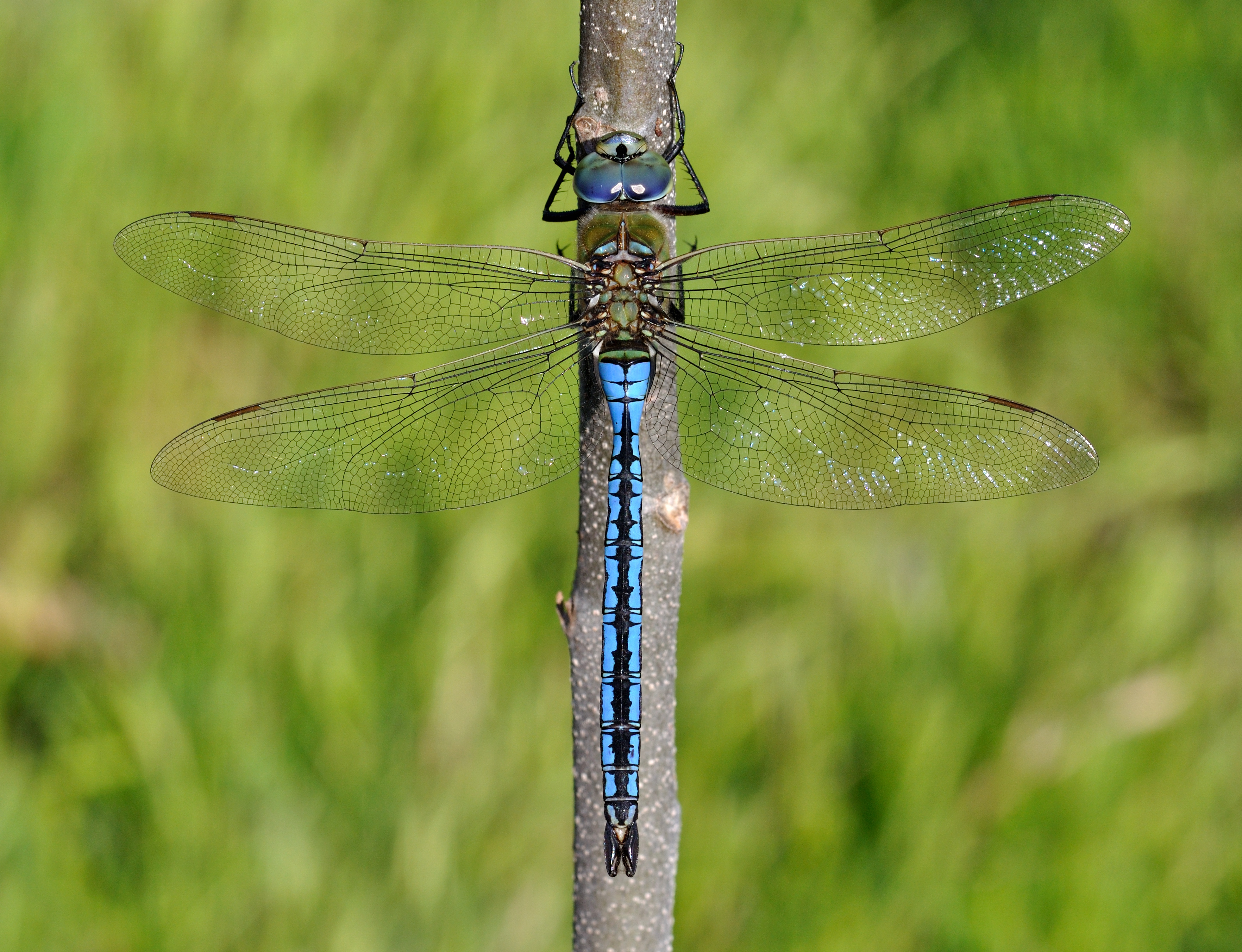
Дозорщик-император
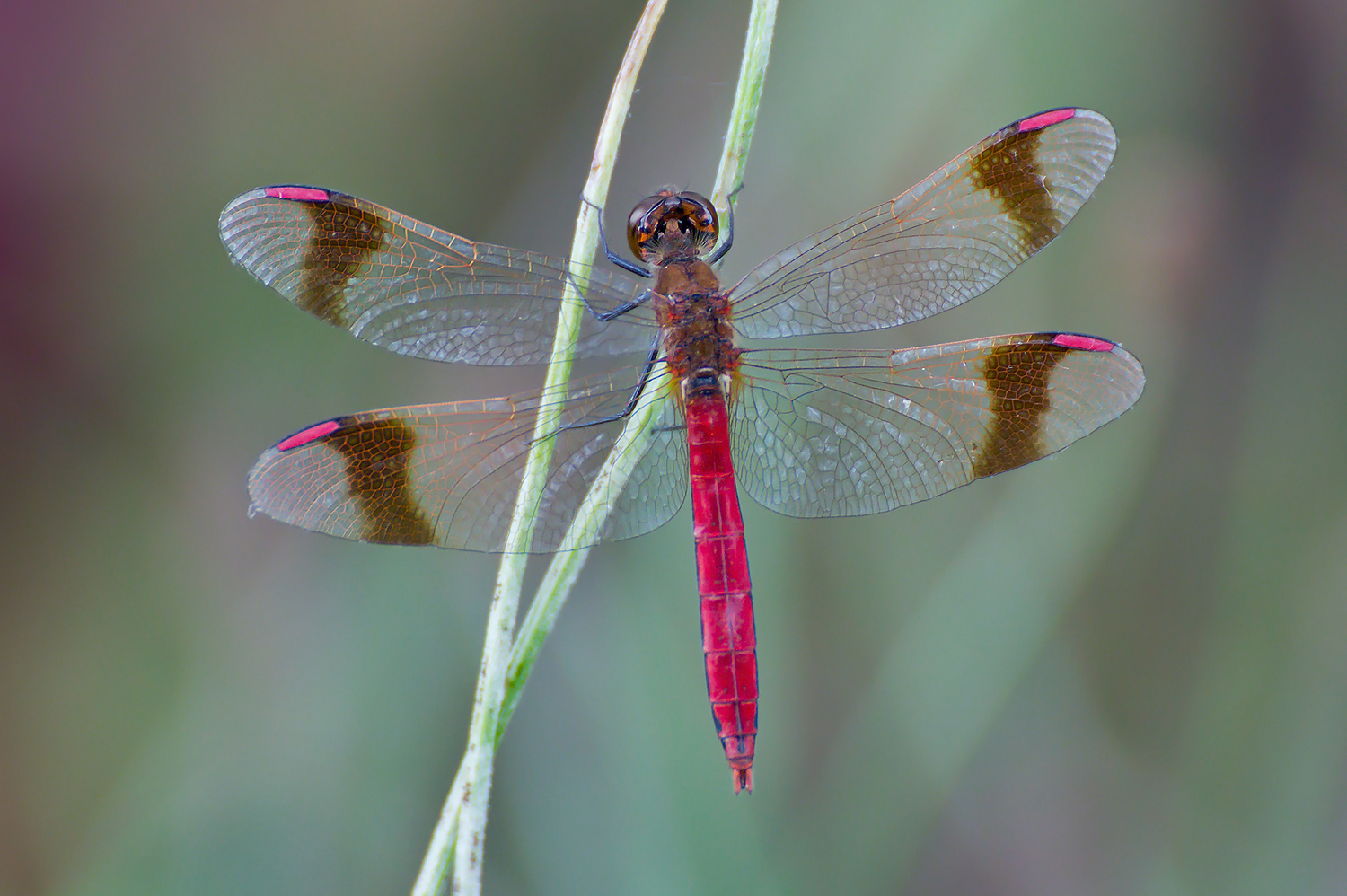
Стрекоза перевязанная
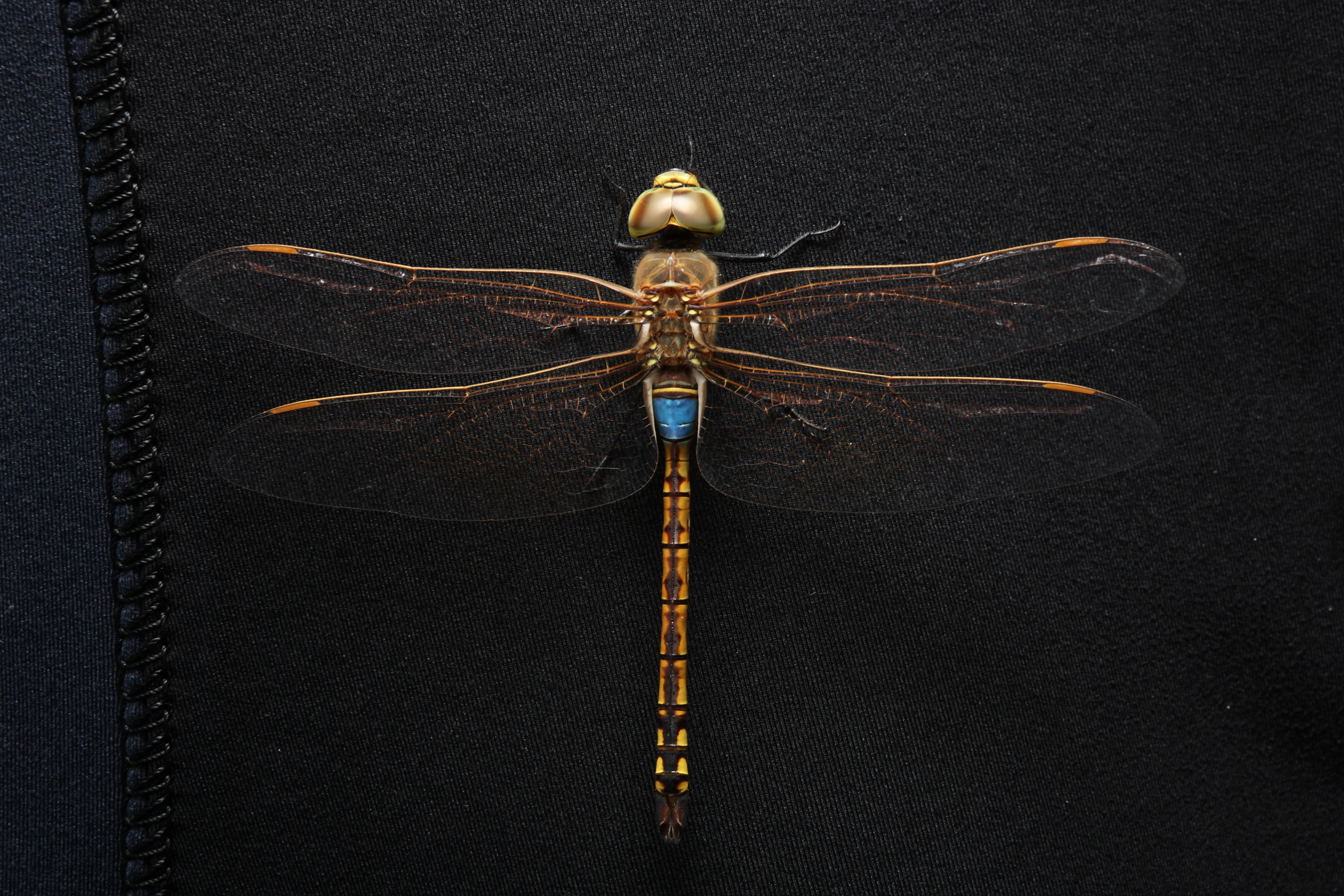
Дозорщик-седлоносец

### Богомоловые
На территории Крыма отряд богомоловые представлен 5 видами: боливария короткокрылая, ирис восточный, эмпуза полосатая, обыкновенный богомол, богомол древесный. Эндемичные виды отсутствуют.

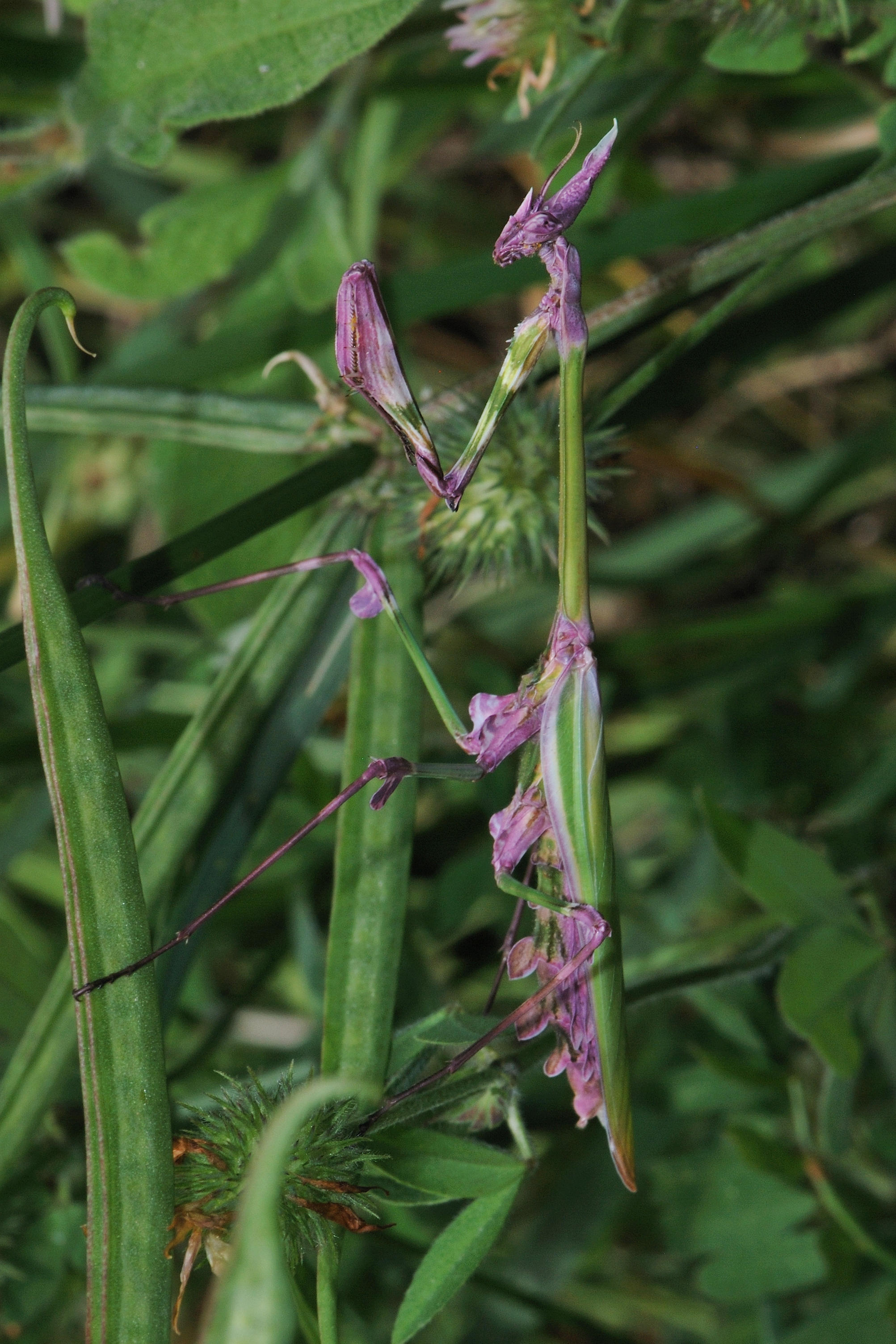
Эмпуза полосатая
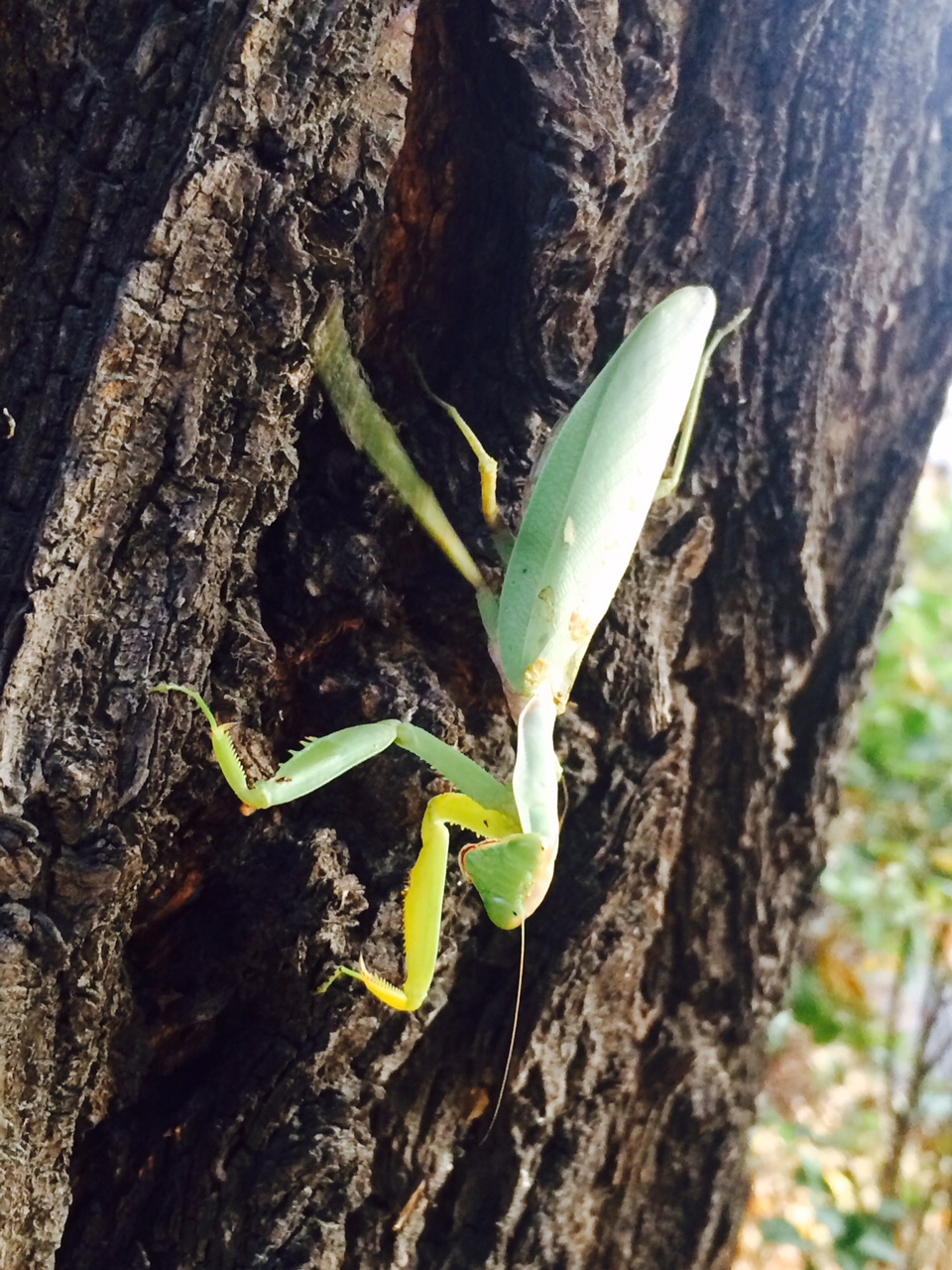
Богомол древесный
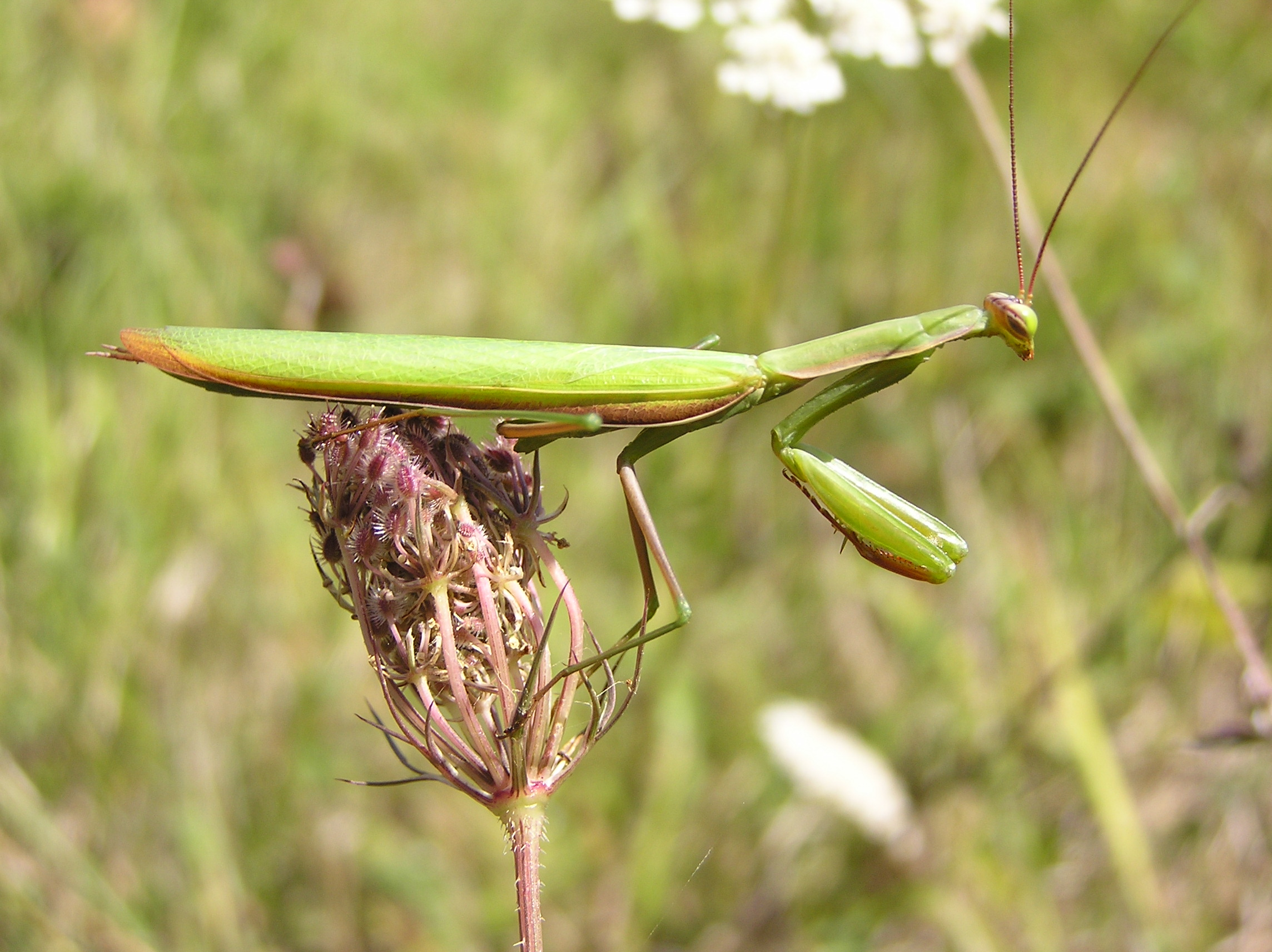
Обыкновенный богомол
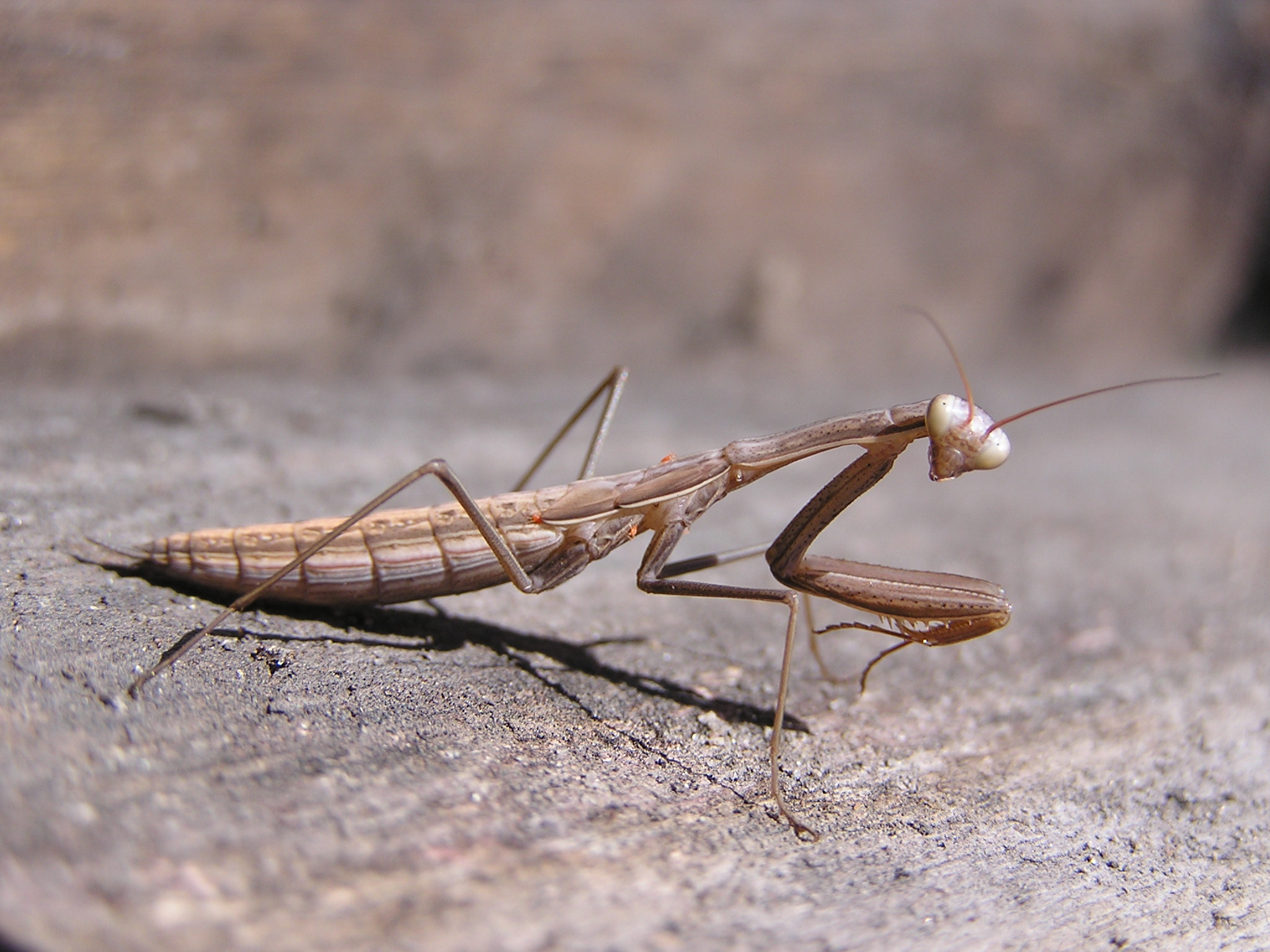
Боливария короткокрылая

### Двукрылые
На территории Крыма известно 40 видов кровососущих комаров, из которых 38 видов известно в горной экосистеме, и 19 видов — в равнинной.
В Крыму обитает 190 видов и 55 родов мух-журчалок.
Среди эндемиков Крыма в отряде прямокрылые необходимо отметить такие виды, как слепень Смирнова и Empis oxilara.

### Подёнки
На территории Крымского полуострова отмечено 17 видов подёнок.
Среди эндемиков — экдионурус единственный (Ecdyonurus solus).

### Полужёсткокрылые
На территории Крымского полуострова отмечено более 700 видов клопов.
Среди эндемиков — онкоцефал крымский (известен только по одному экземпляру самки и 2 экземплярам личинок 5-го возраста).

## Охрана
Среди всех экологических факторов, оказывающих в настоящее время воздействие на энтомофауну и природу полуострова в целом, самым мощным является антропогенный. Длительное воздействие данного фактора стало причиной изменений как отдельных компонентов различных экосистем, так и всей биогеоценотической структуры полуострова в целом.
Современное сокращение численности и вымирание насекомых на территории Крымского полуострова обусловлено целым рядом причин, основной из которых является изменения и уничтожение природных сред их обитания. Всё антропогенное воздействие можно свести к двум видам. Первый вид — это непосредственное уничтожение биоценозов: распашка целинных земель, вырубка лесов, урбанизация территорий. Второй вид — применения биоценозов, которые происходят под воздействием химических загрязнений и физических изменений в экосистемах (мелиорация земель, зарегулирование речных стоков, изменения русел рек), а также под воздействием биотических факторов (сенокошение, выпас скота, рекреация).
195 из 228 видов насекомых, включённых в Красную Книгу Украины (2009) обитают в Крыму (при этом 45 видов — только в Крыму).
196 видов насекомых внесены в Красную книгу Крыма, среди них, 8 видов стрекоз (Odonata), 7 видов прямокрылых (Orthoptera), 42 вида жуков (Coleoptera), 50 видов бабочек (Lepidoptera), 61 вид перепончатокрылых (Hymenoptera), 9 видов двукрылых (Diptera) и другие.